# Incontri ufficiali della nazionale maschile under 21 di calcio dell'Italia
Questa è la cronologia completa delle partite della Nazionale Under-21 di calcio dell'Italia.

## Partite dal 1941 al 1950
| Cronologia completa degli incontri della nazionale ― Italia | Cronologia completa degli incontri della nazionale ― Italia | Cronologia completa degli incontri della nazionale ― Italia | Cronologia completa degli incontri della nazionale ― Italia | Cronologia completa degli incontri della nazionale ― Italia | Cronologia completa degli incontri della nazionale ― Italia | Cronologia completa degli incontri della nazionale ― Italia | Cronologia completa degli incontri della nazionale ― Italia |
| Data                                                        | Città                                                       | In casa                                                     | Risultato                                                   | Ospiti                                                      | Competizione                                                | Reti                                                        | Note                                                        |
| ----------------------------------------------------------- | ----------------------------------------------------------- | ----------------------------------------------------------- | ----------------------------------------------------------- | ----------------------------------------------------------- | ----------------------------------------------------------- | ----------------------------------------------------------- | ----------------------------------------------------------- |
| 06/04/1942                                                  | Torino                                                      | Italia                                                      | 3 – 0                                                       | Ungheria                                                    | Amichevole                                                  | 2 Gino Cappello Edmondo Fabbri                              | All: V. Pozzo Cap: A. Ballarin                              |
| 06/01/1943                                                  | Padova                                                      | Italia                                                      | 0 – 0                                                       | Croazia                                                     | Amichevole                                                  | -                                                           | All: V. Pozzo Cap: A. Ballarin                              |
| Totale                                                      |                                                             | Presenze                                                    | 2                                                           |                                                             | Reti                                                        | 3                                                           |                                                             |

## Partite dal 1951 al 1960
| Cronologia completa degli incontri della nazionale ― Italia | Cronologia completa degli incontri della nazionale ― Italia | Cronologia completa degli incontri della nazionale ― Italia | Cronologia completa degli incontri della nazionale ― Italia | Cronologia completa degli incontri della nazionale ― Italia | Cronologia completa degli incontri della nazionale ― Italia | Cronologia completa degli incontri della nazionale ― Italia         | Cronologia completa degli incontri della nazionale ― Italia |
| Data                                                        | Città                                                       | In casa                                                     | Risultato                                                   | Ospiti                                                      | Competizione                                                | Reti                                                                | Note                                                        |
| ----------------------------------------------------------- | ----------------------------------------------------------- | ----------------------------------------------------------- | ----------------------------------------------------------- | ----------------------------------------------------------- | ----------------------------------------------------------- | ------------------------------------------------------------------- | ----------------------------------------------------------- |
| 08/04/1951                                                  | Palermo                                                     | Italia                                                      | 3 – 0                                                       | Grecia                                                      | I Coppa del Mediterraneo                                    | Carlo Galli Gino Armano Vittorio Ghiandi                            | All: G. Combi Cap: A. Turconi                               |
| 06/05/1951                                                  | Istanbul                                                    | Turchia                                                     | 0 – 0                                                       | Italia                                                      | I Coppa del Mediterraneo                                    | -                                                                   | All: M. Sperone Cap: L. Grava                               |
| 11/11/1951                                                  | Il Cairo                                                    | Egitto                                                      | 3 – 0                                                       | Italia                                                      | I Coppa del Mediterraneo                                    | -                                                                   | All: M. Sperone Cap: G. Mari                                |
| 24/02/1952                                                  | Napoli                                                      | Italia                                                      | 1 – 0                                                       | Turchia                                                     | I Coppa del Mediterraneo                                    | Pietro Broccini                                                     | All: M. Sperone Cap: G. Castelli                            |
| 26/10/1952                                                  | Bari                                                        | Italia                                                      | 6 – 1                                                       | Egitto                                                      | I Coppa del Mediterraneo                                    | 2 Giancarlo Bacci Amleto Frignani 2 Carlo Galli Cesarino Cervellati | All: M. Sperone Cap: C. Parola                              |
| 26/04/1953                                                  | Atene                                                       | Grecia                                                      | 0 – 0                                                       | Italia                                                      | I Coppa del Mediterraneo                                    | -                                                                   | All: M. Sperone Cap: A. Amadei                              |
| 20/01/1954                                                  | Bologna                                                     | Italia                                                      | 3 – 0                                                       | Inghilterra                                                 | Amichevole                                                  | Giuseppe Virgili Gino Pivatelli Marco Savioni                       | All: L. Czeizler Cap: L. Comaschi                           |
| 19/05/1954                                                  | Firenze                                                     | Italia                                                      | 2 – 2                                                       | Ungheria                                                    | Amichevole                                                  | 2 Sergio Brighenti                                                  | All: Cap: L. Comaschi                                       |
| 13/10/1954                                                  | Genova                                                      | Italia                                                      | 3 – 1                                                       | Svizzera                                                    | Amichevole                                                  | Oliviero Conti 2 Giuseppe Virgili                                   | All: L. Marmo Cap: L. Comaschi                              |
| 11/11/1954                                                  | Vicenza                                                     | Italia                                                      | 1 – 3                                                       | Francia                                                     | Amichevole                                                  | Claudio Bizzarri                                                    | All: L. Marmo Cap: L. Comaschi                              |
| 19/01/1955                                                  | Londra                                                      | Inghilterra                                                 | 5 – 1                                                       | Italia                                                      | Amichevole                                                  | Marco Savioni                                                       | All: A. Schiavio Cap: G. Corradi                            |
| 11/11/1956                                                  | Marsiglia                                                   | Francia                                                     | 0 – 3                                                       | Italia                                                      | Amichevole                                                  | Luigi Bodi 2 Orlando Rozzoni                                        | All: F. Bernardini A. Schiavio                              |
| 15/05/1958                                                  | Malta                                                       | Malta                                                       | 1 – 1                                                       | Italia                                                      | Amichevole                                                  | Gino Bertucco                                                       | All: A. Foni Cap: G. Virgili                                |
| 08/11/1958                                                  | Bologna                                                     | Italia                                                      | 2 – 1                                                       | Bulgaria                                                    | Amichevole                                                  | Giuseppe Virgili Paolo Barison                                      | All: G. Viani Cap: G. Virgili                               |
| 01/03/1959                                                  | Madrid                                                      | Spagna                                                      | 0 – 0                                                       | Italia                                                      | Amichevole                                                  | -                                                                   | All: G. Galluzzi Cap: V.Tagliavini                          |
| 07/05/1959                                                  | Milano                                                      | Italia                                                      | 0 – 3                                                       | Inghilterra                                                 | Amichevole                                                  | -                                                                   | All: Cap: V. Tagliavini                                     |
| 12/10/1959                                                  | Beirut                                                      | Libano                                                      | 0 – 2                                                       | Italia                                                      | III Giochi del Mediterraneo                                 | Renato Benaglia Giancarlo Cella                                     | All: D. Canestri Cap: G. Cella                              |
| 16/10/1959                                                  | Beirut                                                      | Italia                                                      | 1 – 1                                                       | Turchia                                                     | III Giochi del Mediterraneo                                 | Marcello Sanzani                                                    | All: D. Canestri Cap: G. Cella                              |
| 18/10/1959                                                  | Beirut                                                      | Libano                                                      | 0 – 5                                                       | Italia                                                      | III Giochi del Mediterraneo                                 | 3 Marcello Sanzani Bruno Benetti Italo Del Negro                    | All: D. Canestri Cap: G. Cella                              |
| 23/10/1959                                                  | Beirut                                                      | Turchia                                                     | 1 – 2                                                       | Italia                                                      | III Giochi del Mediterraneo                                 | Giancarlo Cella Bruno Benetti                                       | All: D. Canestri Cap: G. Cella                              |
| 09/03/1960                                                  | Berna                                                       | Svizzera                                                    | 1 – 4                                                       | Italia                                                      | Amichevole                                                  | 2 Giacomo Bulgarelli 2 Gianni Rivera                                | All: Cap: G. Bulgarelli                                     |
| 13/03/1960                                                  | Palermo                                                     | Italia                                                      | 3 – 0                                                       | Spagna                                                      | Amichevole                                                  | 3 José Altafini                                                     | All: Cap: S. Castelletti                                    |
| 03/04/1960                                                  | Ankara                                                      | Turchia                                                     | 0 – 1                                                       | Italia                                                      | Amichevole                                                  | Gianni Rivera                                                       | All: Cap: G. Bulgarelli                                     |
| 14/05/1960                                                  | Brescia                                                     | Italia                                                      | 5 – 1                                                       | Regno Unito                                                 | Amichevole                                                  | 3 Paolo Ferrario Giacomo Bulgarelli Sergio Bettini                  | All: Cap: G: Bulgarelli                                     |
| 05/06/1960                                                  | Grosseto                                                    | Italia                                                      | 1 – 1                                                       | Francia                                                     | Amichevole                                                  | Giorgio Fogar                                                       | All: Cap:                                                   |
| 16/06/1960                                                  | Catania                                                     | Italia                                                      | 1 – 3                                                       | Turchia                                                     | Amichevole                                                  | Armando Favalli                                                     | All: Cap:                                                   |
| 26/08/1960                                                  | Napoli                                                      | Italia                                                      | 4 – 1                                                       | Taiwan                                                      | Olimpiadi 1960 - 1º Turno                                   | 2 Gianni Rivera Giovanni Fanello Ugo Tomeazzi                       | All: G. Viani Cap: G. Bulgarelli                            |
| 29/08/1960                                                  | Roma                                                        | Italia                                                      | 2 – 2                                                       | Regno Unito                                                 | Olimpiadi 1960 - 1º Turno                                   | 2 Giorgio Rossano                                                   | All: G. Viani Cap: G. Bulgarelli                            |
| 01/09/1960                                                  | Roma                                                        | Italia                                                      | 3 – 1                                                       | Brasile                                                     | Olimpiadi 1960 - 1º Turno                                   | Gianni Rivera 2 Giorgio Rossano                                     | All: G. Viani Cap:                                          |
| 05/09/1960                                                  | Napoli                                                      | Italia                                                      | 1 – 1 dts                                                   | Jugoslavia                                                  | Olimpiadi 1960 - Semif.                                     | Paride Tumburus                                                     | All: G. Viani Cap:                                          |
| 09/09/1960                                                  | Roma                                                        | Italia                                                      | 1 – 2 dts                                                   | Ungheria                                                    | Olimpiadi 1960 - 3-4 Posto                                  | Ugo Tomeazzi                                                        | All: G. Viani Cap: G. Bulgarelli                            |
| 02/11/1960                                                  | Newcastle upon Tyne                                         | Inghilterra                                                 | 1 – 1                                                       | Italia                                                      | Amichevole                                                  | Bruno Nicolè                                                        | All: G. Ferrari Cap: B. Nicolè                              |
| 11/12/1960                                                  | Sofia                                                       | Bulgaria                                                    | 4 – 4                                                       | Italia                                                      | Amichevole                                                  | 2 Marino Perani Giorgio Ferrini Giorgio Rossano                     | All: S. Piola Cap: G. Bulgarelli                            |
| Totale                                                      |                                                             | Presenze                                                    | 33                                                          |                                                             | Reti                                                        | 67                                                                  |                                                             |

## Partite dal 1961 al 1970
| Cronologia completa degli incontri della nazionale ― Italia | Cronologia completa degli incontri della nazionale ― Italia | Cronologia completa degli incontri della nazionale ― Italia | Cronologia completa degli incontri della nazionale ― Italia | Cronologia completa degli incontri della nazionale ― Italia | Cronologia completa degli incontri della nazionale ― Italia | Cronologia completa degli incontri della nazionale ― Italia                            | Cronologia completa degli incontri della nazionale ― Italia |
| Data                                                        | Città                                                       | In casa                                                     | Risultato                                                   | Ospiti                                                      | Competizione                                                | Reti                                                                                   | Note                                                        |
| ----------------------------------------------------------- | ----------------------------------------------------------- | ----------------------------------------------------------- | ----------------------------------------------------------- | ----------------------------------------------------------- | ----------------------------------------------------------- | -------------------------------------------------------------------------------------- | ----------------------------------------------------------- |
| 21/09/1963                                                  | Napoli                                                      | Italia                                                      | 2 – 0                                                       | Tunisia                                                     | Giochi del Mediterraneo 1963 - 1º Turno                     | 2 Paolo Ferrario                                                                       | All: G. Galluzzi Cap:                                       |
| 25/09/1963                                                  | Benevento                                                   | Italia                                                      | 6 – 0                                                       | Siria                                                       | Giochi del Mediterraneo 1963 - 1º Turno                     | Paolo Ferrario 2 Angelo Volpato 2 Bruno Petroni Giovanni Lodetti                       | All: G. Galluzzi Cap:                                       |
| 27/09/1963                                                  | Caserta                                                     | Italia                                                      | 4 – 1                                                       | Marocco                                                     | Giochi del Mediterraneo 1963 - 1º Turno                     | Giancarlo Bercellino Angelo Volpato 2 Silvino Bercellino                               | All: G. Galluzzi Cap:                                       |
| 29/09/1963                                                  | Napoli                                                      | Italia                                                      | 3 – 0                                                       | Turchia                                                     | Giochi del Mediterraneo 1963 - Finale                       | Luigi Giannini 2 Silvino Bercellino                                                    | All: G. Galluzzi Cap:                                       |
| 20/11/1963                                                  | Ankara                                                      | Turchia                                                     | 2 – 2                                                       | Italia                                                      | Qual. Olimpiadi 1964                                        | Luigi Giannini Giuseppe Tamborini                                                      | C.U: E. Fabbri Cap:                                         |
| 11/03/1964                                                  | Bergamo                                                     | Italia                                                      | 7 – 1                                                       | Turchia                                                     | Qual. Olimpiadi 1964                                        | 2 Sandro Mazzola Giuliano Fortunato Giovanni Lodetti Angelo Domenghini 2 Bruno Petroni | C.U: E. Fabbri Cap:                                         |
| 18/06/1964                                                  | Roma                                                        | Italia                                                      | 3 – 0                                                       | Polonia                                                     | Qual. Olimpiadi 1964                                        | Sandro Mazzola Giancarlo De Sisti Bruno Petroni                                        | C.U: E. Fabbri Cap:                                         |
| 25/06/1964                                                  | Poznań                                                      | Polonia                                                     | 0 – 1                                                       | Italia                                                      | Qual. Olimpiadi 1964                                        | autorete                                                                               | C.U: E. Fabbri Cap:                                         |
| 22/03/1967                                                  | Firenze                                                     | Italia                                                      | 2 – 1                                                       | Jugoslavia                                                  | Amichevole                                                  | Luciano Paganini Carlo Petrini                                                         | C.T: P. Todeschini Cap:                                     |
| 23/03/1967                                                  | Roma                                                        | Italia                                                      | 2 – 1                                                       | Austria                                                     | Amichevole                                                  | Pietro Baisi Pietro Anastasi                                                           | C.T: P. Todeschini Cap:                                     |
| 07/09/1967                                                  | Tunisi                                                      | Marocco                                                     | 1 – 0                                                       | Italia                                                      | Giochi del Mediterraneo 1967 - 1º Turno                     | -                                                                                      | C.T: P. Todeschini Cap:                                     |
| 09/09/1967                                                  | Tunisi                                                      | Italia                                                      | 2 – 0                                                       | Algeria                                                     | Giochi del Mediterraneo 1967 - 1º Turno                     | Giuseppe Savoldi Franco Cresci                                                         | C.T: P. Todeschini Cap:                                     |
| 12/09/1967                                                  | Tunisi                                                      | Italia                                                      | 4 – 1                                                       | Francia                                                     | Giochi del Mediterraneo 1967 - 1º Turno                     | Pietro Baisi Pietro Anastasi Luciano Chiarugi Mario Fara                               | C.T: P. Todeschini Cap:                                     |
| 15/09/1967                                                  | Tunisi                                                      | Italia                                                      | 2 – 0                                                       | Spagna                                                      | Giochi del Mediterraneo 1967 - Semifinale                   | autorete Luciano Chiarugi                                                              | C.T: P. Todeschini Cap:                                     |
| 17/09/1967                                                  | Tunisi                                                      | Italia                                                      | 0 – 0 dts                                                   | Francia                                                     | Giochi del Mediterraneo 1967 - 1-2 Posto                    | -                                                                                      | C.T: P. Todeschini Cap: N. Scala                            |
| 16/04/1969                                                  | Udine                                                       | Italia under 21                                             | 1 – 0                                                       | Romania under 21                                            | Amichevole                                                  | Paolino Pulici                                                                         | C.T: A. Vicini Cap: G. Marchetti                            |
| 07/05/1969                                                  | Budapest                                                    | Ungheria under 21                                           | 2 – 2                                                       | Italia under 21                                             | Amichevole                                                  | Dino Spadetto Fabio Bonci                                                              | C.T: A. Vicini Cap: G. Marchetti                            |
| 01/11/1969                                                  | Mantova                                                     | Italia under 21                                             | 2 – 1                                                       | Ungheria under 21                                           | Amichevole                                                  | Paolino Pulici Fausto Landini                                                          | C.T: A. Vicini Cap: G. Marchetti                            |
| 19/11/1969                                                  | Deventer                                                    | Paesi Bassi under 21                                        | 2 – 0                                                       | Italia under 21                                             | Amichevole                                                  | -                                                                                      | C.T: A. Vicini Cap: G. Marchetti                            |
| 18/02/1970                                                  | Reggio Calabria                                             | Italia under 21                                             | 0 – 0                                                       | Polonia under 21                                            | Amichevole                                                  | -                                                                                      | C.T: A. Vicini Cap:                                         |
| 06/12/1970                                                  | Breslavia                                                   | Polonia under 21                                            | 2 – 0                                                       | Italia under 21                                             | Amichevole                                                  | -                                                                                      | C.T: A. Vicini Cap: P. Pulici                               |
| Totale                                                      |                                                             | Presenze                                                    | 21                                                          |                                                             | Reti                                                        | 45                                                                                     |                                                             |

## Partite dal 1971 al 1980
| Cronologia completa degli incontri della nazionale ― Italia under 21 | Cronologia completa degli incontri della nazionale ― Italia under 21 | Cronologia completa degli incontri della nazionale ― Italia under 21 | Cronologia completa degli incontri della nazionale ― Italia under 21 | Cronologia completa degli incontri della nazionale ― Italia under 21 | Cronologia completa degli incontri della nazionale ― Italia under 21 | Cronologia completa degli incontri della nazionale ― Italia under 21 | Cronologia completa degli incontri della nazionale ― Italia under 21 |
| Data                                                                 | Città                                                                | In casa                                                              | Risultato                                                            | Ospiti                                                               | Competizione                                                         | Reti                                                                 | Note                                                                 |
| -------------------------------------------------------------------- | -------------------------------------------------------------------- | -------------------------------------------------------------------- | -------------------------------------------------------------------- | -------------------------------------------------------------------- | -------------------------------------------------------------------- | -------------------------------------------------------------------- | -------------------------------------------------------------------- |
| 01/05/1971                                                           | Dresda                                                               | Germania Est                                                         | 4 – 0                                                                | Italia olimpica                                                      | Qual. Olimpiadi 1972                                                 | -                                                                    | C.T: A. Vicini Cap:                                                  |
| 05/05/1971                                                           | Trieste                                                              | Italia under 21                                                      | 5 – 2                                                                | Paesi Bassi under 21                                                 | Amichevole                                                           | 3 Paolino Pulici Gabriele Oriali Bernardino Fabbian                  | C.T: A. Vicini Cap: L. Spinosi                                       |
| 20/05/1971                                                           | Terni                                                                | Italia olimpica                                                      | 0 – 1                                                                | Germania Est                                                         | Qual. Olimpiadi 1972                                                 | -                                                                    | C.T: A. Vicini Cap:                                                  |
| 10/11/1971                                                           | Bergamo                                                              | Italia under 21                                                      | 3 – 1                                                                | Francia under 21                                                     | Amichevole                                                           | 3 Sergio Magistrelli                                                 | C.T: A. Vicini Cap: G. Marchetti                                     |
| 15/12/1971                                                           | Rovigno                                                              | Jugoslavia under 21                                                  | 0 – 1                                                                | Italia under 21                                                      | Amichevole                                                           | autorete                                                             | C.T: A. Vicini Cap: G. Marchetti                                     |
| 23/02/1972                                                           | Ascoli Piceno                                                        | Italia under 21                                                      | 1 – 2                                                                | Jugoslavia under 21                                                  | Amichevole                                                           | Roberto Casone                                                       | C.T: A. Vicini Cap: G. Marchetti                                     |
| 10/10/1973                                                           | Parigi                                                               | Francia under 21                                                     | 1 – 1                                                                | Italia under 21                                                      | Amichevole                                                           | Walter Speggiorin                                                    | C.T: A. Vicini Cap: I. Bordon                                        |
| 10/11/1973                                                           | Firenze                                                              | Italia under 21                                                      | 0 – 0                                                                | Stati Uniti                                                          | Amichevole                                                           | -                                                                    | C.T: A. Vicini Cap:                                                  |
| 22/09/1976                                                           | Fiume                                                                | Jugoslavia under 21                                                  | 5 – 0                                                                | Italia under 21                                                      | Amichevole                                                           | -                                                                    | C.T: A. Vicini Cap:                                                  |
| 16/11/1976                                                           | Terni                                                                | Italia under 21                                                      | 4 – 0                                                                | Francia under 21                                                     | Amichevole                                                           | 3 Agostino Di Bartolomei Salvatore Garritano                         | C.T: A. Vicini Cap:                                                  |
| 23/12/1976                                                           | Funchal                                                              | Portogallo under 21                                                  | 1 – 0                                                                | Italia under 21                                                      | Qual. Europeo Under-21 1978                                          | -                                                                    | C.T: A. Vicini Cap: L. Boni                                          |
| 20/01/1977                                                           | Genova                                                               | Italia under 21                                                      | 1 – 2                                                                | Unione Sovietica                                                     | Amichevole                                                           | Agostino Di Bartolomei                                               | C.T: A. Vicini Cap:                                                  |
| 09/02/1977                                                           | Como                                                                 | Italia under 21                                                      | 4 – 0                                                                | Lussemburgo under 21                                                 | Qual. Europeo Under-21 1978                                          | Stefano Chiodi 2 Agostino Di Bartolomei Lionello Manfredonia         | C.T: A. Vicini Cap:                                                  |
| 24/02/1977                                                           | Modena                                                               | Italia under 21                                                      | 1 – 0                                                                | Finlandia under 21                                                   | Amichevole                                                           | Paolo Rossi                                                          | C.T: A. Vicini Cap:                                                  |
| 09/03/1977                                                           | Brescia                                                              | Italia under 21                                                      | 4 – 1                                                                | Norvegia                                                             | Amichevole                                                           | 2 Salvatore Garritano Agostino Di Bartolomei Paolo Rossi             | C.T: A. Vicini Cap:                                                  |
| 05/10/1977                                                           | Pescara                                                              | Italia under 21                                                      | 2 – 2                                                                | Jugoslavia under 21                                                  | Amichevole                                                           | 2 Paolo Rossi                                                        | C.T: A. Vicini Cap:                                                  |
| 12/10/1977                                                           | Vicenza                                                              | Italia under 21                                                      | 4 – 1                                                                | Portogallo under 21                                                  | Qual. Europeo Under-21 1978                                          | Salvatore Garritano Bruno Giordano autorete Paolo Rossi              | C.T: A. Vicini Cap:                                                  |
| 12/11/1977                                                           | Esch-sur-Alzette                                                     | Lussemburgo under 21                                                 | 1 – 5                                                                | Italia under 21                                                      | Qual. Europeo Under-21 1978                                          | 2 Agostino Di Bartolomei Paolo Rossi Bruno Giordano Giuseppe Baresi  | C.T: A. Vicini Cap:                                                  |
| 22/02/1978                                                           | Firenze                                                              | Italia under 21                                                      | 1 – 0                                                                | Finlandia under 21                                                   | Amichevole                                                           | Stefano Chiodi                                                       | C.T: A. Vicini Cap:                                                  |
| 08/03/1978                                                           | Manchester                                                           | Inghilterra under 21                                                 | 2 – 1                                                                | Italia under 21                                                      | Europeo Under-21 1978 - Quarti (andata)                              | Salvatore Bagni                                                      | C.T: A. Vicini Cap:                                                  |
| 05/04/1978                                                           | Roma                                                                 | Italia under 21                                                      | 0 – 0                                                                | Inghilterra under 21                                                 | Europeo Under-21 1978 - Quarti (ritorno)                             | -                                                                    | C.T: A. Vicini Cap:                                                  |
| 29/11/1978                                                           | Tunisi                                                               | Tunisia under 21                                                     | 0 – 1                                                                | Italia under 21                                                      | Amichevole                                                           | Guido Ugolotti                                                       | C.T: A. Vicini Cap:                                                  |
| 20/12/1978                                                           | Huelva                                                               | Spagna under 21                                                      | 0 – 1                                                                | Italia under 21                                                      | Amichevole                                                           | Pietro Fanna                                                         | C.T: A. Vicini Cap:                                                  |
| 21/02/1979                                                           | Cesena                                                               | Italia under 21                                                      | 0 – 1                                                                | Unione Sovietica                                                     | Amichevole                                                           | -                                                                    | C.T: A. Vicini Cap:                                                  |
| 21/03/1979                                                           | Firenze                                                              | Italia under 21                                                      | 4 – 0                                                                | Finlandia olimpica                                                   | Amichevole                                                           | Carlo Osti Pietro Fanna 2 Claudio Ambu                               | C.T: A. Vicini Cap:                                                  |
| 29/03/1979                                                           | Lugano                                                               | Svizzera under 21                                                    | 0 – 0                                                                | Italia under 21                                                      | Qual. Europeo Under-21 1980                                          | -                                                                    | C.T: A. Vicini Cap:                                                  |
| 18/04/1979                                                           | Ioannina                                                             | Grecia olimpica                                                      | 1 – 0                                                                | Italia olimpica                                                      | Qual. Olimpiadi 1980                                                 | -                                                                    | C.T: A. Vicini Cap:                                                  |
| 02/05/1979                                                           | Udine                                                                | Italia olimpica                                                      | 4 – 0                                                                | Grecia olimpica                                                      | Qual. Olimpiadi 1980                                                 | Vinicio Verza 2 Bruno Giordano Salvatore Bagni                       | C.T: A. Vicini Cap:                                                  |
| 14/06/1979                                                           | Lecce                                                                | Italia under 21                                                      | 1 – 1                                                                | Polonia under 21                                                     | Amichevole                                                           | Mauro Tassotti                                                       | C.T: A. Vicini Cap:                                                  |
| 17/10/1979                                                           | Brescia                                                              | Italia under 21                                                      | 1 – 0                                                                | Svizzera under 21                                                    | Qual. Europeo Under-21 1980                                          | Franco Baresi                                                        | C.T: A. Vicini Cap: B. Giordano                                      |
| 14/11/1979                                                           | Esch-sur-Alzette                                                     | Lussemburgo under 21                                                 | 0 – 3                                                                | Italia under 21                                                      | Qual. Europeo Under-21 1980                                          | autorete 2 Alessandro Altobelli                                      | C.T: A. Vicini Cap: G. Baresi                                        |
| 23/12/1979                                                           | Roma                                                                 | Italia olimpica                                                      | 1 – 0                                                                | Jugoslavia olimpica                                                  | Qual. Olimpiadi 1980                                                 | Bruno Giordano                                                       | C.T: A. Vicini Cap: B. Giordano                                      |
| 23/01/1980                                                           | Roma                                                                 | Italia under 21                                                      | 1 – 0                                                                | Lussemburgo under 21                                                 | Qual. Europeo Under-21 1980                                          | Bruno Giordano                                                       | C.T: A. Vicini Cap: B. Giordano                                      |
| 13/02/1980                                                           | Firenze                                                              | Italia under 21                                                      | 0 – 1                                                                | Unione Sovietica olimpica                                            | Amichevole                                                           | -                                                                    | C.T: A. Vicini Cap: P. Fanna                                         |
| 20/02/1980                                                           | Aydin                                                                | Turchia olimpica                                                     | 0 – 2                                                                | Italia olimpica                                                      | Qual. Olimpiadi 1980                                                 | Alessandro Altobelli Evaristo Beccalossi                             | C.T: A. Vicini Cap: G. Baresi                                        |
| 13/03/1980                                                           | Brescia                                                              | Italia olimpica                                                      | 5 – 0                                                                | Turchia olimpica                                                     | Qual. Olimpiadi 1980                                                 | 2 Pietro Fanna Carlo Ancelotti Alessandro Altobelli Luigi Sacchetti  | C.T: A. Vicini Cap: G. Baresi                                        |
| 26/03/1980                                                           | Mostar                                                               | Jugoslavia olimpica                                                  | 5 – 2                                                                | Italia olimpica                                                      | Qual. Olimpiadi 1980                                                 | Giuseppe Baresi Pietro Fanna                                         | C.T: A. Vicini Cap: G. Baresi                                        |
| 02/04/1980                                                           | Jerevan                                                              | Unione Sovietica under 21                                            | 3 – 1                                                                | Italia under 21                                                      | Europeo Under-21 1980 - Quarti (andata)                              | Pietro Fanna                                                         | C.T: A. Vicini Cap: G. Baresi                                        |
| 09/04/1980                                                           | Bologna                                                              | Italia under 21                                                      | 0 – 0                                                                | Unione Sovietica under 21                                            | Europeo Under-21 1980 - Quarti (ritorno)                             | -                                                                    | C.T: A. Vicini Cap: G. Baresi                                        |
| 10/10/1980                                                           | Esch-sur-Alzette                                                     | Lussemburgo under 21                                                 | 1 – 3                                                                | Italia under 21                                                      | Amichevole                                                           | 2 Franco Selvaggi Gaetano Musella                                    | C.T: A. Vicini Cap:                                                  |
| 29/10/1980                                                           | Bergamo                                                              | Italia under 21                                                      | 0 – 1                                                                | Spagna under 21                                                      | Amichevole                                                           | -                                                                    | C.T: A. Vicini Cap:                                                  |
| 31/10/1980                                                           | Avellino                                                             | Italia under 21                                                      | 1 – 0                                                                | Danimarca under 21                                                   | Amichevole                                                           | Loris Pradella                                                       | C.T: A. Vicini Cap:                                                  |
| 13/11/1980                                                           | Bologna                                                              | Italia under 21                                                      | 1 – 0                                                                | Jugoslavia under 21                                                  | Qual. Europeo Under-21 1982                                          | Giovanni Guerrini                                                    | C.T: A. Vicini Cap:                                                  |
| 03/12/1980                                                           | Patrasso                                                             | Grecia under 21                                                      | 1 – 3                                                                | Italia under 21                                                      | Qual. Europeo Under-21 1982                                          | 3 Salvatore Bagni                                                    | C.T: A. Vicini Cap:                                                  |
| Totale                                                               |                                                                      | Presenze                                                             | 43                                                                   |                                                                      | Reti                                                                 | 72                                                                   |                                                                      |

## Partite dal 1981 al 1990
| Cronologia completa degli incontri della nazionale ― Italia under 21 | Cronologia completa degli incontri della nazionale ― Italia under 21 | Cronologia completa degli incontri della nazionale ― Italia under 21 | Cronologia completa degli incontri della nazionale ― Italia under 21 | Cronologia completa degli incontri della nazionale ― Italia under 21 | Cronologia completa degli incontri della nazionale ― Italia under 21 | Cronologia completa degli incontri della nazionale ― Italia under 21                                               | Cronologia completa degli incontri della nazionale ― Italia under 21 |
| Data                                                                 | Città                                                                | In casa                                                              | Risultato                                                            | Ospiti                                                               | Competizione                                                         | Reti | Note                                                                 |
| -------------------------------------------------------------------- | -------------------------------------------------------------------- | -------------------------------------------------------------------- | -------------------------------------------------------------------- | -------------------------------------------------------------------- | -------------------------------------------------------------------- | --- | -------------------------------------------------------------------- |
| 18/04/1981                                                           | Modena                                                               | Italia under 21                                                      | 1 – 0                                                                | Germania Est under 21                                                | Amichevole                                                           | Claudio Pellegrini                                                                                                 | C.T: A. Vicini Cap:                                                  |
| 02/06/1981                                                           | Lyngby-Taarbæk                                                       | Danimarca under 21                                                   | 2 – 0                                                                | Italia under 21                                                      | Amichevole                                                           | - | C.T: A. Vicini Cap:                                                  |
| 23/09/1981                                                           | Sofia                                                                | Bulgaria under 21                                                    | 0 – 0                                                                | Italia under 21                                                      | Amichevole                                                           | - | C.T: A. Vicini Cap:                                                  |
| 16/10/1981                                                           | Belgrado                                                             | Jugoslavia under 21                                                  | 1 – 0                                                                | Italia under 21                                                      | Qual. Europeo Under-21 1982                                          | - | C.T: A. Vicini Cap:                                                  |
| 12/11/1981                                                           | Padova                                                               | Italia under 21                                                      | 1 – 0                                                                | Grecia under 21                                                      | Qual. Europeo Under-21 1982                                          | Pietro Paolo Virdis                                                                                                | C.T: A. Vicini Cap:                                                  |
| 23/02/1982                                                           | Catanzaro                                                            | Italia under 21                                                      | 0 – 1                                                                | Scozia under 21                                                      | Europeo Under-21 1982 - Quarti (andata)                              | - | C.T: A. Vicini Cap:                                                  |
| 23/02/1982                                                           | Aberdeen                                                             | Scozia under 21                                                      | 0 – 0                                                                | Italia under 21                                                      | Europeo Under-21 1982 - Quarti (ritorno)                             | - | C.T: A. Vicini Cap:                                                  |
| 06/10/1982                                                           | Enns                                                                 | Austria under 21                                                     | 1 – 1                                                                | Italia under 21                                                      | Amichevole                                                           | Claudio Valigi | C.T: A. Vicini Cap:                                                  |
| 27/10/1982                                                           | Benevento                                                            | Italia under 21                                                      | 2 – 0                                                                | Romania under 21                                                     | Qual. Europeo Under-21 1984                                          | Pasquale Casale Alberico Evani                                                                                     | C.T: A. Vicini Cap:                                                  |
| 11/11/1982                                                           | Praga                                                                | Cecoslovacchia under 21                                              | 2 – 1                                                                | Italia under 21                                                      | Qual. Europeo Under-21 1984                                          | Paolo Monelli | C.T: A. Vicini Cap:                                                  |
| 01/12/1982                                                           | Limassol                                                             | Cipro under 21                                                       | 0 – 1                                                                | Italia under 21                                                      | Qual. Europeo Under-21 1984                                          | Paolo Monelli | C.T: A. Vicini Cap:                                                  |
| 20/04/1983                                                           | Cremona                                                              | Italia under 21                                                      | 2 – 0                                                                | Spagna under 21                                                      | Amichevole                                                           | Roberto Mancini Massimo Mauro                                                                                      | C.T: A. Vicini Cap:                                                  |
| 27/04/1983                                                           | Trieste                                                              | Italia under 21                                                      | 2 – 1                                                                | Cecoslovacchia under 21                                              | Qual. Europeo Under-21 1984                                          | 2 Bruno Giordano                                                                                                   | C.T: A. Vicini Cap: G. Dossena                                       |
| 05/10/1983                                                           | Tarragona                                                            | Spagna under 21                                                      | 2 – 2                                                                | Italia under 21                                                      | Amichevole                                                           | Giuseppe Galderisi Beniamino Vignola                                                                               | C.T: A. Vicini Cap:                                                  |
| 12/10/1983                                                           | Slatina                                                              | Romania under 21                                                     | 0 – 1                                                                | Italia under 21                                                      | Qual. Europeo Under-21 1984                                          | Beniamino Vignola                                                                                                  | C.T: A. Vicini Cap:                                                  |
| 30/11/1983                                                           | Dublino                                                              | Irlanda under 21                                                     | 0 – 1                                                                | Italia under 21                                                      | Amichevole                                                           | Paolo Monelli | C.T: A. Vicini Cap:                                                  |
| 21/12/1983                                                           | Cava de' Tirreni                                                     | Italia under 21                                                      | 2 – 0                                                                | Cipro under 21                                                       | Qual. Europeo Under-21 1984                                          | Sergio Battistini Roberto Mancini                                                                                  | C.T: A. Vicini Cap:                                                  |
| 14/03/1984                                                           | Tirana                                                               | Albania under 21                                                     | 0 – 1                                                                | Italia under 21                                                      | Europeo Under-21 1984 - Quarti (andata)                              | Paolo Monelli | C.T: A. Vicini Cap:                                                  |
| 04/04/1984                                                           | Brescia                                                              | Italia under 21                                                      | 1 – 0                                                                | Albania under 21                                                     | Europeo Under-21 1984 - Quarti (ritorno)                             | Beniamino Vignola                                                                                                  | C.T: A. Vicini Cap:                                                  |
| 18/04/1984                                                           | Manchester                                                           | Inghilterra under 21                                                 | 3 – 1                                                                | Italia under 21                                                      | Europeo Under-21 1984 - Semif. (andata)                              | Alessandro Renica                                                                                                  | C.T: A. Vicini Cap:                                                  |
| 02/05/1984                                                           | Firenze                                                              | Italia under 21                                                      | 1 – 0                                                                | Inghilterra under 21                                                 | Europeo Under-21 1984 - Semif. (ritorno)                             | Roberto Mancini | C.T: A. Vicini Cap:                                                  |
| 31/10/1984                                                           | Locarno                                                              | Svizzera under 23                                                    | 1 – 1                                                                | Italia under 21                                                      | Amichevole                                                           | Paolo Baldieri | C.T: A. Vicini Cap:                                                  |
| 05/12/1984                                                           | La Valletta                                                          | Malta                                                                | 1 – 2                                                                | Italia under 21                                                      | Amichevole                                                           | Gianluca Vialli Roberto Mancini                                                                                    | C.T: A. Vicini Cap:                                                  |
| 20/02/1985                                                           | Firenze                                                              | Italia under 21                                                      | 0 – 2                                                                | Unione Sovietica                                                     | Amichevole                                                           | - | C.T: A. Vicini Cap:                                                  |
| 12/03/1985                                                           | Livorno                                                              | Italia under 21                                                      | 1 – 0                                                                | Austria under 21                                                     | Amichevole                                                           | Gianluca Vialli | C.T: A. Vicini Cap:                                                  |
| 27/03/1985                                                           | Bruxelles                                                            | Belgio under 21                                                      | 1 – 1                                                                | Italia under 21                                                      | Qual. Europeo Under-21 1986                                          | Roberto Mancini | C.T: A. Vicini Cap:                                                  |
| 17/04/1985                                                           | Benevento                                                            | Italia under 21                                                      | 5 – 1                                                                | Lussemburgo under 21                                                 | Qual. Europeo Under-21 1986                                          | 2 Paolo Baldieri 2 Roberto Mancini Gianluca Vialli                                                                 | C.T: A. Vicini Cap:                                                  |
| 25/09/1985                                                           | Foggia                                                               | Italia under 21                                                      | 3 – 0                                                                | Norvegia under 21                                                    | Amichevole                                                           | Roberto Mancini Paolo Baldieri Gianluca Vialli                                                                     | C.T: A. Vicini Cap:                                                  |
| 16/10/1985                                                           | Lussemburgo                                                          | Lussemburgo under 21                                                 | 0 – 6                                                                | Italia under 21                                                      | Qual. Europeo Under-21 1986                                          | Fernando De Napoli 2 Paolo Baldieri Roberto Mancini 2 Gianluca Vialli                                              | C.T: A. Vicini Cap: R. Mancini                                       |
| 20/11/1985                                                           | Cosenza                                                              | Italia under 21                                                      | 1 – 1                                                                | Spagna under 21                                                      | Amichevole                                                           | Paolo Baldieri | C.T: A. Vicini Cap:                                                  |
| 18/12/1985                                                           | San Benedetto del Tronto                                             | Italia under 21                                                      | 3 – 0                                                                | Belgio under 21                                                      | Qual. Europeo Under-21 1986                                          | Gianluca Vialli Giovanni Francini Paolo Baldieri                                                                   | C.T: A. Vicini Cap:                                                  |
| 04/02/1986                                                           | Salerno                                                              | Italia under 21                                                      | 1 – 1                                                                | Germania Ovest under 21                                              | Amichevole                                                           | Stefano Carobbi | C.T: A. Vicini Cap: R. Mancini                                       |
| 12/03/1986                                                           | Göteborg                                                             | Svezia under 21                                                      | 1 – 1                                                                | Italia under 21                                                      | Europeo Under-21 1986 - Quarti (andata)                              | Stefano Borgonovo                                                                                                  | C.T: A. Vicini Cap:                                                  |
| 29/03/1986                                                           | Bergamo                                                              | Italia under 21                                                      | 2 – 1                                                                | Svezia under 21                                                      | Europeo Under-21 1986 - Quarti (ritorno)                             | Paolo Baldieri Gianluca Vialli                                                                                     | C.T: A. Vicini Cap:                                                  |
| 09/04/1986                                                           | Pisa                                                                 | Italia under 21                                                      | 2 – 0                                                                | Inghilterra under 21                                                 | Europeo Under-21 1986 - Semifinali (andata)                          | Roberto Donadoni Gianluca Vialli                                                                                   | C.T: A. Vicini Cap:                                                  |
| 23/04/1986                                                           | Swindon                                                              | Inghilterra under 21                                                 | 1 – 1                                                                | Italia under 21                                                      | Europeo Under-21 1986 - Semifinali (ritorno)                         | Gianluca Vialli | C.T: A. Vicini Cap:                                                  |
| 15/10/1986                                                           | Roma                                                                 | Italia under 21                                                      | 2 – 1                                                                | Spagna under 21                                                      | Europeo Under-21 1986 - Finale (andata)                              | Gianluca Vialli Giuseppe Giannini                                                                                  | C.T: A. Vicini Cap:                                                  |
| 29/10/1986                                                           | Valladolid                                                           | Spagna under 21                                                      | 2 – 1 dts (3-0 dtr)                                                  | Italia under 21                                                      | Europeo Under-21 1986 - Finale (ritorno)                             | Giovanni Francini                                                                                                  | C.T: A. Vicini Cap: G. Vialli                                        |
| 12/11/1986                                                           | Fontanafredda                                                        | Italia under 21                                                      | 0 – 0                                                                | Austria under 21                                                     | Amichevole                                                           | - | C.T: C. Maldini Cap:                                                 |
| 19/11/1986                                                           | Empoli                                                               | Italia under 21                                                      | 1 – 1                                                                | Svizzera under 21                                                    | Qual. Europeo Under-21 1988                                          | autorete | C.T: C. Maldini Cap:                                                 |
| 28/01/1987                                                           | Parma                                                                | Italia under 21                                                      | 1 – 0                                                                | Germania Est under 21                                                | Amichevole                                                           | Ciro Ferrara | C.T: C. Maldini Cap:                                                 |
| 11/02/1987                                                           | Lisbona                                                              | Portogallo under 21                                                  | 1 – 2                                                                | Italia under 21                                                      | Qual. Europeo Under-21 1988                                          | Paolo Maldini Franco Lerda                                                                                         | C.T: C. Maldini Cap:                                                 |
| 22/04/1987                                                           | Padova                                                               | Italia under 21                                                      | 1 – 0                                                                | Jugoslavia under 21                                                  | Amichevole                                                           | Giuseppe Galderisi                                                                                                 | C.T: C. Maldini Cap:                                                 |
| 27/05/1987                                                           | Salo                                                                 | Finlandia under 21                                                   | 1 – 0                                                                | Italia under 21                                                      | Amichevole                                                           | - | C.T: C. Maldini Cap: G. Galderisi                                    |
| 04/06/1987                                                           | Tyresö                                                               | Svezia under 21                                                      | 2 – 2                                                                | Italia under 21                                                      | Qual. Europeo Under-21 1988                                          | Salvatore Giunta Francesco Zanoncelli                                                                              | C.T: C. Maldini Cap:                                                 |
| 23/09/1987                                                           | Potsdam                                                              | Germania Est under 21                                                | 0 – 0                                                                | Italia under 21                                                      | Amichevole                                                           | - | C.T: C. Maldini Cap:                                                 |
| 16/10/1987                                                           | Neuchâtel                                                            | Svizzera under 21                                                    | 0 – 3                                                                | Italia under 21                                                      | Qual. Europeo Under-21 1988                                          | Egidio Notaristefano Paolo Maldini Ruggiero Rizzitelli                                                             | C.T: C. Maldini Cap:                                                 |
| 12/11/1987                                                           | Perugia                                                              | Italia under 21                                                      | 0 – 0                                                                | Svezia under 21                                                      | Qual. Europeo Under-21 1988                                          | - | C.T: C. Maldini Cap:                                                 |
| 02/12/1987                                                           | Piacenza                                                             | Italia under 21                                                      | 6 – 0                                                                | Portogallo under 21                                                  | Qual. Europeo Under-21 1988                                          | Silvano Benedetti Paolo Maldini Ruggiero Rizzitelli 3 Nicola Berti                                                 | C.T: C. Maldini Cap:                                                 |
| 24/02/1988                                                           | Siena                                                                | Italia under 21                                                      | 1 – 0                                                                | Finlandia under 21                                                   | Amichevole                                                           | Paolo Maldini | C.T: C. Maldini Cap:                                                 |
| 16/03/1988                                                           | Nancy                                                                | Francia under 21                                                     | 2 – 1                                                                | Italia under 21                                                      | Europeo Under-21 1988 - Quarti (andata)                              | Paolo Maldini | C.T: C. Maldini Cap:                                                 |
| 23/03/1988                                                           | San Benedetto del Tronto                                             | Italia under 21                                                      | 2 – 2                                                                | Francia under 21                                                     | Europeo Under-21 1988 - Quarti (ritorno)                             | Ruggiero Rizzitelli Massimo Ciocci                                                                                 | C.T: C. Maldini Cap:                                                 |
| 21/12/1988                                                           | Cosenza                                                              | Italia under 21                                                      | 8 – 0                                                                | Malta under 21                                                       | Amichevole                                                           | Francesco Zanoncelli Marco Simone 2 Paolo Di Canio Amedeo Carboni Antonio Rizzolo Giacomo Dicara Giorgio Bresciani | C.T: C. Maldini Cap:                                                 |
| 18/01/1989                                                           | Smirne                                                               | Turchia under 21                                                     | 2 – 2                                                                | Italia under 21                                                      | Amichevole                                                           | Ruggiero Rizzitelli Marco Simone                                                                                   | C.T: C. Maldini Cap:                                                 |
| 15/02/1989                                                           | Modena                                                               | Italia under 21                                                      | 1 – 0                                                                | Francia under 21                                                     | Amichevole                                                           | Marco Simone | C.T: C. Maldini Cap:                                                 |
| 22/03/1989                                                           | L'Aquila                                                             | Italia under 21                                                      | 2 – 2                                                                | Ungheria under 21                                                    | Amichevole                                                           | 2 Marco Simone | C.T: C. Maldini Cap:                                                 |
| 29/03/1989                                                           | Alba Iulia                                                           | Romania under 21                                                     | 2 – 1                                                                | Italia under 21                                                      | Amichevole                                                           | Roberto Cravero | C.T: C. Maldini Cap:                                                 |
| 26/04/1989                                                           | Sion                                                                 | Svizzera under 21                                                    | 0 – 0                                                                | Italia under 21                                                      | Qual. Europeo Under-21 1990                                          | - | C.T: C. Maldini Cap:R. Cravero                                       |
| 17/05/1989                                                           | Novara                                                               | Italia under 21                                                      | 1 – 0                                                                | Spagna under 21                                                      | Amichevole                                                           | Marco Simone | C.T: C. Maldini Cap:                                                 |
| 20/09/1989                                                           | Foggia                                                               | Italia under 21                                                      | 1 – 1                                                                | Bulgaria under 21                                                    | Amichevole                                                           | autorete | C.T: C. Maldini Cap: R. Cravero                                      |
| 04/10/1989                                                           | San Marino                                                           | San Marino under 21                                                  | 0 – 2                                                                | Italia under 21                                                      | Qual. Europeo Under-21 1990                                          | Stefano Rossini Silvano Benedetti                                                                                  | C.T: C. Maldini Cap:                                                 |
| 25/10/1989                                                           | Padova                                                               | Italia under 21                                                      | 1 – 0                                                                | Svizzera under 21                                                    | Qual. Europeo Under-21 1990                                          | Diego Fuser | C.T: C. Maldini Cap:                                                 |
| 14/11/1989                                                           | Brighton                                                             | Inghilterra B                                                        | 1 – 1                                                                | Italia under 21                                                      | Amichevole                                                           | Giovanni Stroppa                                                                                                   | C.T: C. Maldini Cap:                                                 |
| 29/11/1989                                                           | Ravenna                                                              | Italia under 21                                                      | 2 – 0                                                                | San Marino under 21                                                  | Qual. Europeo Under-21 1990                                          | Stefano Rossini Diego Fuser                                                                                        | C.T: C. Maldini Cap:                                                 |
| 20/12/1989                                                           | Valencia                                                             | Spagna under 21                                                      | 1 – 0                                                                | Italia under 21                                                      | Amichevole                                                           | - | C.T: C. Maldini Cap:                                                 |
| 07/02/1990                                                           | Reggio Emilia                                                        | Italia under 21                                                      | 1 – 0                                                                | Grecia under 21                                                      | Amichevole                                                           | Giorgio Bresciani                                                                                                  | C.T: C. Maldini Cap: M. Baroni                                       |
| 21/02/1990                                                           | Ancona                                                               | Italia under 21                                                      | 3 – 1                                                                | Spagna under 21                                                      | Europeo Under-21 1990 - Quarti (andata)                              | 2 Giovanni Stroppa Pierluigi Casiraghi                                                                             | C.T: C. Maldini Cap: R. Cravero                                      |
| 29/03/1990                                                           | Logroño                                                              | Spagna under 21                                                      | 1 – 0                                                                | Italia under 21                                                      | Europeo Under-21 1990 - Quarti (ritorno)                             | - | C.T: C. Maldini Cap:                                                 |
| 11/04/1990                                                           | Zagabria                                                             | Jugoslavia under 21                                                  | 0 – 0                                                                | Italia under 21                                                      | Europeo Under-21 1990 - Semifinale (andata)                          | - | C.T: C. Maldini Cap:                                                 |
| 09/05/1990                                                           | Parma                                                                | Italia under 21                                                      | 2 – 2                                                                | Jugoslavia under 21                                                  | Europeo Under-21 1990 - Semifinale (ritorno)                         | Marco Simone autorete                                                                                              | C.T: C. Maldini Cap:                                                 |
| 16/05/1990                                                           | Lucca                                                                | Italia under 21                                                      | 1 – 0                                                                | Cipro under 21                                                       | Amichevole                                                           | Alessandro Melli                                                                                                   | C.T: C. Maldini Cap: S. Rossini                                      |
| 26/09/1990                                                           | Reggio Calabria                                                      | Italia under 21                                                      | 1 – 0                                                                | Paesi Bassi under 21                                                 | Amichevole                                                           | Mauro Zironelli | C.T: C. Maldini Cap: E. Corini                                       |
| 18/10/1990                                                           | Ferrara                                                              | Italia under 21                                                      | 1 – 0                                                                | Ungheria under 21                                                    | Qual. Europeo Under-21 1992                                          | Giuseppe Favalli                                                                                                   | C.T: C. Maldini Cap: E. Corini                                       |
| 05/12/1990                                                           | Chieti                                                               | Italia under 21                                                      | 3 – 1                                                                | Romania under 21                                                     | Amichevole                                                           | Eugenio Corini Renato Buso Alberto Malusci                                                                         | C.T: C. Maldini Cap: E. Corini                                       |
| 19/12/1990                                                           | Larnaca                                                              | Cipro under 21                                                       | 0 – 1                                                                | Italia under 21                                                      | Amichevole                                                           | Massimo Orlando | C.T: C. Maldini Cap: E. Corini                                       |
| Totale                                                               |                                                                      | Presenze                                                             | 75                                                                   |                                                                      | Reti                                                                 | 111 |                                                                      |

## Partite dal 1991 al 2000
| Cronologia completa degli incontri della nazionale ― Italia under 21 | Cronologia completa degli incontri della nazionale ― Italia under 21 | Cronologia completa degli incontri della nazionale ― Italia under 21 | Cronologia completa degli incontri della nazionale ― Italia under 21 | Cronologia completa degli incontri della nazionale ― Italia under 21 | Cronologia completa degli incontri della nazionale ― Italia under 21 | Cronologia completa degli incontri della nazionale ― Italia under 21                      | Cronologia completa degli incontri della nazionale ― Italia under 21 |
| Data                                                                 | Città                                                                | In casa                                                              | Risultato                                                            | Ospiti                                                               | Competizione                                                         | Reti                                                                                      | Note                                                                 |
| -------------------------------------------------------------------- | -------------------------------------------------------------------- | -------------------------------------------------------------------- | -------------------------------------------------------------------- | -------------------------------------------------------------------- | -------------------------------------------------------------------- | ----------------------------------------------------------------------------------------- | -------------------------------------------------------------------- |
| 16/01/1991                                                           | Atene                                                                | Grecia under 21                                                      | 1 – 0                                                                | Italia under 21                                                      | Amichevole                                                           | -                                                                                         | C.T: C. Maldini Cap: E. Corini                                       |
| 27/02/1991                                                           | Grosseto                                                             | Italia under 21                                                      | 0 – 0                                                                | Polonia under 21                                                     | Amichevole                                                           | -                                                                                         | C.T: C. Maldini Cap: E. Corini                                       |
| 17/04/1991                                                           | Andria                                                               | Italia under 21                                                      | 0 – 0                                                                | Svezia under 21                                                      | Amichevole                                                           | -                                                                                         | C.T: C. Maldini Cap: E. Corini                                       |
| 02/05/1991                                                           | Szombathely                                                          | Ungheria under 21                                                    | 0 – 1                                                                | Italia under 21                                                      | Qual. Europeo Under-21 1992                                          | Renato Buso                                                                               | C.T: C. Maldini Cap: E. Corini                                       |
| 05/06/1991                                                           | Stavanger                                                            | Norvegia under 21                                                    | 6 – 0                                                                | Italia under 21                                                      | Qual. Europeo Under-21 1992                                          | -                                                                                         | C.T: C. Maldini Cap: E. Corini                                       |
| 12/06/1991                                                           | Padova                                                               | Italia under 21                                                      | 1 – 0                                                                | Unione Sovietica under 21                                            | Qual. Europeo Under-21 1992                                          | Renato Buso                                                                               | C.T: C. Maldini Cap: E. Corini                                       |
| 25/09/1991                                                           | Trollhättan                                                          | Svezia under 21                                                      | 2 – 2                                                                | Italia under 21                                                      | Amichevole                                                           | Dino Baggio Renato Buso                                                                   | C.T: C. Maldini Cap: E. Corini                                       |
| 16/10/1991                                                           | Simferopoli                                                          | Unione Sovietica under 21                                            | 1 – 1                                                                | Italia under 21                                                      | Qual. Europeo Under-21 1992                                          | Renato Buso                                                                               | C.T: C. Maldini Cap: E. Corini                                       |
| 13/11/1991                                                           | Avellino                                                             | Italia under 21                                                      | 2 – 1                                                                | Norvegia under 21                                                    | Qual. Europeo Under-21 1992                                          | Alessandro Melli Gianluca Sordo                                                           | C.T: C. Maldini Cap: E. Corini                                       |
| 29/01/1992                                                           | Atene                                                                | Grecia under 21                                                      | 0 – 1                                                                | Italia under 21                                                      | Amichevole                                                           | Renato Buso                                                                               | C.T: C. Maldini Cap: E. Corini                                       |
| 19/02/1992                                                           | Smirne                                                               | Turchia under 21                                                     | 0 – 1                                                                | Italia under 21                                                      | Amichevole                                                           | Mauro Bertarelli                                                                          | C.T: C. Maldini Cap: E. Corini                                       |
| 11/03/1992                                                           | Trnava                                                               | Cecoslovacchia under 21                                              | 1 – 2                                                                | Italia under 21                                                      | Europeo Under-21 1992 - Quarti (andata)                              | Alessandro Melli autorete                                                                 | C.T: C. Maldini Cap: E. Corini                                       |
| 25/03/1992                                                           | Padova                                                               | Italia under 21                                                      | 2 – 0                                                                | Cecoslovacchia under 21                                              | Europeo Under-21 1992 - Quarti (ritorno)                             | Luca Luzardi Mauro Bertarelli                                                             | C.T: C. Maldini Cap:                                                 |
| 09/04/1992                                                           | Aalborg                                                              | Danimarca under 21                                                   | 0 – 1                                                                | Italia under 21                                                      | Europeo Under-21 1992 - Semifinale (andata)                          | Renato Buso                                                                               | C.T: C. Maldini Cap: E. Corini                                       |
| 22/04/1992                                                           | Perugia                                                              | Italia under 21                                                      | 2 – 0                                                                | Danimarca under 21                                                   | Europeo Under-21 1992 - Semifinale (ritorno)                         | Renato Buso Roberto Muzzi                                                                 | C.T: C. Maldini Cap: E. Corini                                       |
| 28/05/1992                                                           | Ferrara                                                              | Italia under 21                                                      | 2 – 0                                                                | Svezia under 21                                                      | Europeo Under-21 1992 - Finale (andata)                              | Renato Buso Gianluca Sordo                                                                | C.T: C. Maldini Cap: E. Corini                                       |
| 03/06/1992                                                           | Växjö                                                                | Svezia under 21                                                      | 1 – 0                                                                | Italia under 21                                                      | Europeo Under-21 1992 - Finale (ritorno)                             | -                                                                                         | C.T: C. Maldini Cap: E. Corini                                       |
| 10/07/1992                                                           | Brescia                                                              | Italia olimpica                                                      | 1 – 1                                                                | Egitto olimpica                                                      | Amichevole                                                           | Luca Luzardi                                                                              | C.T: C. Maldini Cap: E. Corini                                       |
| 16/07/1992                                                           | Marino                                                               | Italia olimpica                                                      | 5 – 0                                                                | Qatar olimpica                                                       | Amichevole                                                           | 3 Alessandro Melli Eugenio Corini Demetrio Albertini                                      | C.T: C. Maldini Cap: E. Corini                                       |
| 24/07/1992                                                           | Barcellona                                                           | Italia olimpica                                                      | 2 – 1                                                                | Stati Uniti olimpica                                                 | Olimpiadi 1992 - 1º Turno                                            | Alessandro Melli Demetrio Albertini                                                       | C.T: C. Maldini Cap: E. Corini                                       |
| 27/07/1992                                                           | Barcellona                                                           | Polonia olimpica                                                     | 3 – 0                                                                | Italia olimpica                                                      | Olimpiadi 1992 - 1º Turno                                            | -                                                                                         | C.T: C. Maldini Cap: E. Corini                                       |
| 29/07/1992                                                           | Barcellona                                                           | Italia olimpica                                                      | 1 – 0                                                                | Kuwait olimpica                                                      | Olimpiadi 1992 - 1º Turno                                            | Alessandro Melli                                                                          | C.T: C. Maldini Cap: E. Corini                                       |
| 01/08/1992                                                           | Valencia                                                             | Spagna olimpica                                                      | 1 – 0                                                                | Italia olimpica                                                      | Olimpiadi 1992 - Quarti                                              | -                                                                                         | C.T: C. Maldini Cap:                                                 |
| 15/10/1992                                                           | Cremona                                                              | Italia under 21                                                      | 1 – 0                                                                | Svizzera under 21                                                    | Qual. Europeo Under-21 1994                                          | Christian Vieri                                                                           | C.T: C. Maldini Cap: G. Favalli                                      |
| 18/11/1992                                                           | Motherwell                                                           | Scozia under 21                                                      | 1 – 2                                                                | Italia under 21                                                      | Qual. Europeo Under-21 1994                                          | Christian Panucci Christian Vieri                                                         | C.T: C. Maldini Cap: G. Favalli                                      |
| 16/12/1992                                                           | La Valletta                                                          | Malta under 21                                                       | 0 – 1                                                                | Italia under 21                                                      | Qual. Europeo Under-21 1994                                          | autorete                                                                                  | C.T: C. Maldini Cap:                                                 |
| 20/01/1993                                                           | Latina                                                               | Italia under 21                                                      | 1 – 0                                                                | Romania under 21                                                     | Amichevole                                                           | Christian Panucci                                                                         | C.T: C. Maldini Cap: G. Favalli                                      |
| 23/02/1993                                                           | Braga                                                                | Portogallo under 21                                                  | 2 – 0                                                                | Italia under 21                                                      | Qual. Europeo Under-21 1994                                          | -                                                                                         | C.T: C. Maldini Cap:                                                 |
| 25/03/1993                                                           | Reggio Calabria                                                      | Italia under 21                                                      | 3 – 0                                                                | Malta under 21                                                       | Qual. Europeo Under-21 1994                                          | Christian Panucci Giuseppe Favalli Roberto Muzzi                                          | C.T: C. Maldini Cap:                                                 |
| 28/04/1993                                                           | Neuchâtel                                                            | Svizzera under 21                                                    | 0 – 2                                                                | Italia under 21                                                      | Qual. Europeo Under-21 1994                                          | Roberto Muzzi Marco Delvecchio                                                            | C.T: C. Maldini Cap:                                                 |
| 22/09/1993                                                           | Como                                                                 | Italia under 21                                                      | 1 – 0                                                                | Danimarca under 21                                                   | Amichevole                                                           | Paolo Negro                                                                               | C.T: C. Maldini Cap:                                                 |
| 13/10/1993                                                           | Avezzano                                                             | Italia under 21                                                      | 5 – 2                                                                | Scozia under 21                                                      | Qual. Europeo Under-21 1994                                          | 3 Benito Carbone Christian Vieri Sandro Cois                                              | C.T: C. Maldini Cap: D. Marcolin                                     |
| 18/11/1993                                                           | Padova                                                               | Italia under 21                                                      | 2 – 1                                                                | Portogallo under 21                                                  | Qual. Europeo Under-21 1994                                          | Roberto Muzzi Christian Vieri                                                             | C.T: C. Maldini Cap:                                                 |
| 22/12/1993                                                           | Livorno                                                              | Italia under 21                                                      | 0 – 0                                                                | Israele under 21                                                     | Amichevole                                                           | -                                                                                         | C.T: C. Maldini Cap:                                                 |
| 16/02/1994                                                           | Gerusalemme                                                          | Israele under 21                                                     | 0 – 0                                                                | Italia under 21                                                      | Amichevole                                                           | -                                                                                         | C.T: C. Maldini Cap:                                                 |
| 09/03/1994                                                           | Salerno                                                              | Italia under 21                                                      | 3 – 0                                                                | Cecoslovacchia under 21                                              | Europeo Under-21 1994 - Quarti (andata)                              | Christian Vieri Christian Panucci Paolo Negro                                             | C.T: C. Maldini Cap:                                                 |
| 23/03/1994                                                           | České Budějovice                                                     | Cecoslovacchia under 21                                              | 1 – 0                                                                | Italia under 21                                                      | Europeo Under-21 1994 - Quarti (ritorno)                             | -                                                                                         | C.T: C. Maldini Cap:                                                 |
| 15/04/1994                                                           | Montpellier                                                          | Francia under 21                                                     | 0 – 0 dts (3-5 dtr)                                                  | Italia under 21                                                      | Europeo Under-21 1994 - Semifinale                                   | -                                                                                         | C.T: C. Maldini Cap:                                                 |
| 20/04/1994                                                           | Montpellier                                                          | Italia under 21                                                      | 1 – 0 gg                                                             | Portogallo under 21                                                  | Europeo Under-21 1994 - Finale                                       | Pierluigi Orlandini                                                                       | C.T: C. Maldini Cap: D. Marcolin                                     |
| 04/05/1994                                                           | Västervik                                                            | Svezia under 21                                                      | 1 – 0                                                                | Italia under 21                                                      | Amichevole                                                           | -                                                                                         | C.T: C. Maldini Cap:                                                 |
| 08/09/1994                                                           | Nova Gorica                                                          | Slovenia under 21                                                    | 1 – 1                                                                | Italia under 21                                                      | Qual. Europeo Under-21 1996                                          | Filippo Inzaghi                                                                           | C.T: C. Maldini Cap:                                                 |
| 06/10/1994                                                           | Tallinn                                                              | Estonia under 21                                                     | 1 – 4                                                                | Italia under 21                                                      | Qual. Europeo Under-21 1996                                          | 3 Davide Dionigi Filippo Inzaghi                                                          | C.T: C. Maldini Cap:                                                 |
| 16/11/1994                                                           | Caltanissetta                                                        | Italia under 21                                                      | 2 – 1                                                                | Croazia under 21                                                     | Qual. Europeo Under-21 1996                                          | Alessandro Del Piero Davide Dionigi                                                       | C.T: C. Maldini Cap:                                                 |
| 20/12/1994                                                           | Teramo                                                               | Italia under 21                                                      | 2 – 0                                                                | Turchia under 21                                                     | Amichevole                                                           | Filippo Inzaghi Davide Dionigi                                                            | C.T: C. Maldini Cap:                                                 |
| 22/02/1995                                                           | Prato                                                                | Italia under 21                                                      | 1 – 0                                                                | Romania under 21                                                     | Amichevole                                                           | Marco Delvecchio                                                                          | C.T: C. Maldini Cap:                                                 |
| 23/03/1995                                                           | Catanzaro                                                            | Italia under 21                                                      | 7 – 0                                                                | Estonia under 21                                                     | Qual. Europeo Under-21 1996                                          | 3 Christian Vieri Raffaele Ametrano 2 Marco Delvecchio Jonatan Binotto                    | C.T: C. Maldini Cap:                                                 |
| 29/03/1995                                                           | Kiev                                                                 | Ucraina under 21                                                     | 2 – 1                                                                | Italia under 21                                                      | Qual. Europeo Under-21 1996                                          | Fabio Galante                                                                             | C.T: C. Maldini Cap:                                                 |
| 27/04/1995                                                           | Kaunas                                                               | Lituania under 21                                                    | 0 – 2                                                                | Italia under 21                                                      | Qual. Europeo Under-21 1996                                          | Marco Delvecchio Jonatan Binotto                                                          | C.T: C. Maldini Cap:                                                 |
| 07/09/1995                                                           | Vicenza                                                              | Italia under 21                                                      | 1 – 0                                                                | Slovenia under 21                                                    | Qual. Europeo Under-21 1996                                          | Fabio Galante                                                                             | C.T: C. Maldini Cap:                                                 |
| 05/10/1995                                                           | Varaždin                                                             | Croazia under 21                                                     | 2 – 2                                                                | Italia under 21                                                      | Qual. Europeo Under-21 1996                                          | Marco Delvecchio Fabio Galante                                                            | C.T: C. Maldini Cap:                                                 |
| 10/11/1995                                                           | Matera                                                               | Italia under 21                                                      | 2 – 1                                                                | Ucraina under 21                                                     | Qual. Europeo Under-21 1996                                          | Raffaele Ametrano autorete                                                                | C.T: C. Maldini Cap:                                                 |
| 15/11/1995                                                           | Pistoia                                                              | Italia under 21                                                      | 0 – 0                                                                | Lituania under 21                                                    | Qual. Europeo Under-21 1996                                          | -                                                                                         | C.T: C. Maldini Cap:                                                 |
| 20/12/1995                                                           | Ferrara                                                              | Italia under 21                                                      | 2 – 0                                                                | Bulgaria under 21                                                    | Amichevole                                                           | Francesco Totti Roberto Baronio                                                           | C.T: C. Maldini Cap:                                                 |
| 21/02/1996                                                           | Perugia                                                              | Italia under 21                                                      | 4 – 0                                                                | Ungheria under 21                                                    | Amichevole                                                           | 2 Alessandro Del Piero Christian Vieri Fabio Galante                                      | C.T: C. Maldini Cap:                                                 |
| 13/03/1996                                                           | Lisbona                                                              | Portogallo under 21                                                  | 1 – 0                                                                | Italia under 21                                                      | Europeo Under-21 1996 - Quarti (andata)                              | -                                                                                         | C.T: C. Maldini Cap:                                                 |
| 27/03/1996                                                           | Palermo                                                              | Italia under 21                                                      | 2 – 0                                                                | Portogallo under 21                                                  | Europeo Under-21 1996 - Quarti (ritorno)                             | Christian Vieri autorete                                                                  | C.T: C. Maldini Cap:                                                 |
| 28/05/1996                                                           | Barcellona                                                           | Italia under 21                                                      | 1 – 0                                                                | Francia under 21                                                     | Europeo Under-21 1996 - Semifinale                                   | Francesco Totti                                                                           | C.T: C. Maldini Cap:                                                 |
| 31/05/1996                                                           | Barcellona                                                           | Spagna under 21                                                      | 1 – 1 dts (2-4 dtr)                                                  | Italia under 21                                                      | Europeo Under-21 1996 - Finale                                       | autorete                                                                                  | C.T: C. Maldini Cap:                                                 |
| 21/07/1996                                                           | Birmingham                                                           | Messico olimpica                                                     | 1 – 0                                                                | Italia olimpica                                                      | Olimpiadi 1996 - 1º Turno                                            | -                                                                                         | C.T: C. Maldini Cap:                                                 |
| 23/07/1996                                                           | Washington                                                           | Ghana olimpica                                                       | 3 – 2                                                                | Italia olimpica                                                      | Olimpiadi 1996 - 1º Turno                                            | 2 Marco Branca                                                                            | C.T: C. Maldini Cap:                                                 |
| 25/07/1996                                                           | Birmingham                                                           | Italia olimpica                                                      | 2 – 1                                                                | Corea del Sud olimpica                                               | Olimpiadi 1996 - 1º Turno                                            | 2 Marco Branca                                                                            | C.T: C. Maldini Cap:                                                 |
| 03/10/1996                                                           | Chișinău                                                             | Moldavia under 21                                                    | 0 – 3                                                                | Italia under 21                                                      | Qual. Europeo Under-21 1998                                          | 3 Cristiano Lucarelli                                                                     | C.T: C. Maldini Cap:                                                 |
| 09/10/1996                                                           | Arezzo                                                               | Italia under 21                                                      | 6 – 0                                                                | Georgia under 21                                                     | Qual. Europeo Under-21 1998                                          | Fabrizio Cammarata 3 Cristiano Lucarelli Alessio Tacchinardi Tomas Locatelli              | C.T: C. Maldini Cap:                                                 |
| 18/12/1996                                                           | Budapest                                                             | Ungheria under 21                                                    | 0 – 2                                                                | Italia under 21                                                      | Amichevole                                                           | 2 Cristiano Lucarelli                                                                     | C.T: C. Maldini Cap: M. Ambrosini                                    |
| 22/01/1997                                                           | Atene                                                                | Grecia under 21                                                      | 1 – 0                                                                | Italia under 21                                                      | Amichevole                                                           | -                                                                                         | C.T: R. Giampaglia Cap: A. Tacchinardi                               |
| 12/02/1997                                                           | Bristol                                                              | Inghilterra under 21                                                 | 1 – 0                                                                | Italia under 21                                                      | Qual. Europeo Under-21 1998                                          | -                                                                                         | C.T: R. Giampaglia Cap: A. Tacchinardi                               |
| 27/03/1997                                                           | Lecce                                                                | Italia under 21                                                      | 6 – 0                                                                | Moldavia under 21                                                    | Qual. Europeo Under-21 1998                                          | 2 Francesco Totti Roberto Goretti Alessandro Pistone Cristiano Lucarelli Claudio Bellucci | C.T: R. Giampaglia Cap: A. Pistone                                   |
| 01/04/1997                                                           | Katowice                                                             | Polonia under 21                                                     | 1 – 1                                                                | Italia under 21                                                      | Qual. Europeo Under-21 1998                                          | Roberto Goretti                                                                           | C.T: R. Giampaglia Cap: L. Sartor                                    |
| 01/05/1997                                                           | Benevento                                                            | Italia under 21                                                      | 1 – 1                                                                | Polonia under 21                                                     | Qual. Europeo Under-21 1998                                          | Cristiano Lucarelli                                                                       | C.T: R. Giampaglia Cap: A. Pistone                                   |
| 10/09/1997                                                           | Rustavi                                                              | Georgia under 21                                                     | 2 – 0                                                                | Italia under 21                                                      | Qual. Europeo Under-21 1998                                          | -                                                                                         | C.T: R. Giampaglia Cap: A. Tacchinardi                               |
| 10/10/1997                                                           | Rieti                                                                | Italia under 21                                                      | 0 – 1                                                                | Inghilterra under 21                                                 | Qual. Europeo Under-21 1998                                          | -                                                                                         | C.T: R. Giampaglia Cap: F. Totti                                     |
| 25/03/1998                                                           | La Valletta                                                          | Malta under 21                                                       | 0 – 1                                                                | Italia under 21                                                      | Amichevole                                                           | autorete                                                                                  | C.T: M. Tardelli Cap: A. Grandoni                                    |
| 22/04/1998                                                           | Modena                                                               | Italia under 21                                                      | 2 – 1                                                                | Galles under 21                                                      | Amichevole                                                           | Fausto Rossini Gianluca Zambrotta                                                         | C.T: M. Tardelli Cap: A. Grandoni                                    |
| 23/05/1998                                                           | Castel di Sangro                                                     | Italia under 21                                                      | 4 – 0                                                                | Scozia under 21                                                      | Amichevole                                                           | Raffaele Longo Nicola Ventola Gennaro Gattuso Fabio Firmani                               | C.T: M. Tardelli Cap: A. Grandoni                                    |
| 04/09/1998                                                           | Wrexham                                                              | Galles under 21                                                      | 1 – 2                                                                | Italia under 21                                                      | Qual. Europeo Under-21 2000                                          | Luca Mezzano Gianni Comandini                                                             | C.T: M. Tardelli Cap: A. Grandoni                                    |
| 09/10/1998                                                           | Cremona                                                              | Italia under 21                                                      | 1 – 0                                                                | Svizzera under 21                                                    | Qual. Europeo Under-21 2000                                          | Andrea Pirlo                                                                              | C.T: M. Tardelli Cap: A. Grandoni                                    |
| 17/11/1998                                                           | Benevento                                                            | Italia under 21                                                      | 0 – 0                                                                | Spagna under 21                                                      | Amichevole                                                           | -                                                                                         | C.T: M. Tardelli Cap: A. Grandoni                                    |
| 09/02/1999                                                           | Siena                                                                | Italia under 21                                                      | 1 – 1                                                                | Turchia under 21                                                     | Amichevole                                                           | Andrea Pirlo                                                                              | C.T: M. Tardelli Cap: A. Grandoni                                    |
| 26/03/1999                                                           | Odense                                                               | Danimarca under 21                                                   | 1 – 2                                                                | Italia under 21                                                      | Qual. Europeo Under-21 2000                                          | Andrea Pirlo Nicola Ventola                                                               | C.T: M. Tardelli Cap: A. Grandoni                                    |
| 31/03/1999                                                           | Giulianova                                                           | Italia under 21                                                      | 4 – 1                                                                | Bielorussia under 21                                                 | Qual. Europeo Under-21 2000                                          | 2 Andrea Pirlo Gennaro Scarlato Cristian Bucchi                                           | C.T: M. Tardelli Cap: A. Grandoni                                    |
| 28/04/1999                                                           | Zagabria                                                             | Croazia under 21                                                     | 1 – 0                                                                | Italia under 21                                                      | Amichevole                                                           | -                                                                                         | C.T: M. Tardelli Cap: A. Grandoni                                    |
| 04/06/1999                                                           | Ferrara                                                              | Italia under 21                                                      | 6 – 2                                                                | Galles under 21                                                      | Qual. Europeo Under-21 2000                                          | 3 Nicola Ventola Andrea Pirlo Gianni Comandini Ighli Vannucchi                            | C.T: M. Tardelli Cap: M. Zanchi                                      |
| 10/06/1999                                                           | Ginevra                                                              | Svizzera under 21                                                    | 0 – 0                                                                | Italia under 21                                                      | Qual. Europeo Under-21 2000                                          | -                                                                                         | C.T: M. Tardelli Cap: M. Zanchi                                      |
| 08/09/1999                                                           | Cava de' Tirreni                                                     | Italia under 21                                                      | 3 – 1                                                                | Danimarca under 21                                                   | Qual. Europeo Under-21 2000                                          | Francesco Coco Nicola Ventola autorete                                                    | C.T: M. Tardelli Cap: R. Baronio                                     |
| 08/10/1999                                                           | Borisov                                                              | Bielorussia under 21                                                 | 1 – 2                                                                | Italia under 21                                                      | Qual. Europeo Under-21 2000                                          | Gionatha Spinesi Massimo Margiotta                                                        | C.T: M. Tardelli Cap: M. Zanchi                                      |
| 14/11/1999                                                           | Créteil                                                              | Francia under 21                                                     | 1 – 1                                                                | Italia under 21                                                      | Qual. Europeo Under-21 2000                                          | Nicola Ventola                                                                            | C.T: M. Tardelli Cap: A. Grandoni                                    |
| 17/11/1999                                                           | Taranto                                                              | Italia under 21                                                      | 2 – 1 dts                                                            | Francia under 21                                                     | Qual. Europeo Under-21 2000                                          | Gianni Comandini Andrea Pirlo                                                             | C.T: M. Tardelli Cap: A. Grandoni                                    |
| 23/02/2000                                                           | Trapani                                                              | Italia under 21                                                      | 2 – 0                                                                | Svezia under 21                                                      | Amichevole                                                           | Simone Perrotta Gionatha Spinesi                                                          | C.T: M. Tardelli Cap: A. Grandoni                                    |
| 28/03/2000                                                           | Terrassa                                                             | Spagna under 21                                                      | 3 – 0                                                                | Italia under 21                                                      | Amichevole                                                           | -                                                                                         | C.T: M. Tardelli Cap: C. Rivalta                                     |
| 26/04/2000                                                           | Rieti                                                                | Italia under 21                                                      | 2 – 0                                                                | Rep. Ceca under 21                                                   | Amichevole                                                           | 2 Gionatha Spinesi                                                                        | C.T: M. Tardelli Cap: A. Grandoni                                    |
| 27/05/2000                                                           | Bratislava                                                           | Italia under 21                                                      | 2 – 0                                                                | Inghilterra under 21                                                 | Europeo Under-21 2000 - 1º Turno                                     | Gianni Comandini Andrea Pirlo                                                             | C.T: M. Tardelli Cap: A. Grandoni                                    |
| 29/05/2000                                                           | Bratislava                                                           | Slovacchia under 21                                                  | 1 – 1                                                                | Italia under 21                                                      | Europeo Under-21 2000 - 1º Turno                                     | Roberto Baronio                                                                           | C.T: M. Tardelli Cap: A. Grandoni                                    |
| 01/06/2000                                                           | Bratislava                                                           | Italia under 21                                                      | 3 – 1                                                                | Turchia under 21                                                     | Europeo Under-21 2000 - 1º Turno                                     | Gionatha Spinesi Roberto Baronio Nicola Ventola                                           | C.T: M. Tardelli Cap: A. Grandoni                                    |
| 04/06/2000                                                           | Bratislava                                                           | Italia under 21                                                      | 2 – 1                                                                | Rep. Ceca under 21                                                   | Europeo Under-21 2000 - Finale                                       | 2 Andrea Pirlo                                                                            | C.T: M. Tardelli Cap: A. Grandoni                                    |
| 16/08/2000                                                           | Pescara                                                              | Italia under 21                                                      | 2 – 0                                                                | Messico under 21                                                     | Amichevole                                                           | Corrado Colombo Matteo Ferrari                                                            | C.T: M. Tardelli Cap: M. Ferrari                                     |
| 02/09/2000                                                           | Budapest                                                             | Ungheria under 21                                                    | 0 – 3                                                                | Italia under 21                                                      | Qual. Europeo Under-21 2002                                          | 2 Antonio Cassano Corrado Colombo                                                         | C.T: M. Tardelli Cap: A. Pirlo                                       |
| 13/09/2000                                                           | Melbourne                                                            | Australia olimpica                                                   | 0 – 1                                                                | Italia olimpica                                                      | Olimpiadi 2000 - 1º Turno                                            | Andrea Pirlo                                                                              | C.T: M. Tardelli Cap: A. Grandoni                                    |
| 16/09/2000                                                           | Adelaide                                                             | Italia olimpica                                                      | 3 – 1                                                                | Honduras olimpica                                                    | Olimpiadi 2000 - 1º Turno                                            | 3 Gianni Comandini                                                                        | C.T: M. Tardelli Cap: A. Grandoni                                    |
| 19/09/2000                                                           | Adelaide                                                             | Italia olimpica                                                      | 1 – 1                                                                | Nigeria olimpica                                                     | Olimpiadi 2000 - 1º Turno                                            | autorete                                                                                  | C.T: M. Tardelli Cap:                                                |
| 23/09/2000                                                           | Sydney                                                               | Italia olimpica                                                      | 0 – 1                                                                | Spagna olimpica                                                      | Olimpiadi 2000 - Quarti                                              | -                                                                                         | C.T: M. Tardelli Cap: A. Grandoni                                    |
| 06/10/2000                                                           | Novara                                                               | Italia under 21                                                      | 1 – 1                                                                | Romania under 21                                                     | Qual. Europeo Under-21 2002                                          | Enzo Maresca                                                                              | C.T: M. Tardelli Cap:                                                |
| 10/10/2000                                                           | Fermo                                                                | Italia under 21                                                      | 3 – 2                                                                | Georgia under 21                                                     | Qual. Europeo Under-21 2002                                          | Alex Pinardi Antonio Cassano Enzo Maresca                                                 | C.T: M. Tardelli Cap: A. Pirlo                                       |
| Totale                                                               |                                                                      | Presenze                                                             | 100                                                                  |                                                                      | Reti                                                                 | 161                                                                                       |                                                                      |

## Partite dal 2001 al 2010
| Cronologia completa degli incontri della nazionale ― Italia under 21 | Cronologia completa degli incontri della nazionale ― Italia under 21 | Cronologia completa degli incontri della nazionale ― Italia under 21 | Cronologia completa degli incontri della nazionale ― Italia under 21 | Cronologia completa degli incontri della nazionale ― Italia under 21 | Cronologia completa degli incontri della nazionale ― Italia under 21 | Cronologia completa degli incontri della nazionale ― Italia under 21                       | Cronologia completa degli incontri della nazionale ― Italia under 21 |
| Data                                                                 | Città                                                                | In casa                                                              | Risultato                                                            | Ospiti                                                               | Competizione                                                         | Reti                                                                                       | Note                                                                 |
| -------------------------------------------------------------------- | -------------------------------------------------------------------- | -------------------------------------------------------------------- | -------------------------------------------------------------------- | -------------------------------------------------------------------- | -------------------------------------------------------------------- | ------------------------------------------------------------------------------------------ | -------------------------------------------------------------------- |
| 17/01/2001                                                           | San Benedetto del Tronto                                             | Italia under 21                                                      | 5 – 0                                                                | Slovenia under 21                                                    | Amichevole                                                           | autorete 2 Emiliano Bonazzoli Marco Marchionni Andrea Pirlo                                | C.T: C. Gentile Cap:                                                 |
| 27/02/2001                                                           | Livorno                                                              | Italia under 21                                                      | 4 – 1                                                                | Austria under 21                                                     | Amichevole                                                           | Andrea Pirlo Matteo Ferrari 2 Giacomo Cipriani                                             | C.T: C. Gentile Cap:                                                 |
| 23/03/2001                                                           | Bucarest                                                             | Romania under 21                                                     | 0 – 1                                                                | Italia under 21                                                      | Qual. Europeo Under-21 2002                                          | Andrea Pirlo                                                                               | C.T: C. Gentile Cap: A. Pirlo                                        |
| 27/03/2001                                                           | Treviso                                                              | Italia under 21                                                      | 1 – 0                                                                | Lituania under 21                                                    | Qual. Europeo Under-21 2002                                          | Massimo Donati                                                                             | C.T: C. Gentile Cap: A. Pirlo                                        |
| 24/04/2001                                                           | Empoli                                                               | Italia under 21                                                      | 2 – 0                                                                | Bielorussia under 21                                                 | Amichevole                                                           | Massimo Maccarone Marco Marchionni                                                         | C.T: C. Gentile Cap:                                                 |
| 01/06/2001                                                           | Tbilisi                                                              | Georgia under 21                                                     | 0 – 2                                                                | Italia under 21                                                      | Qual. Europeo Under-21 2002                                          | Nicola Corrent Massimo Maccarone                                                           | C.T: C. Gentile Cap: M. Ferrari                                      |
| 15/08/2001                                                           | Rimini                                                               | Italia under 21                                                      | 1 – 1                                                                | Jugoslavia under 21                                                  | Amichevole                                                           | Alberto Gilardino                                                                          | C.T: C. Gentile Cap: A. Pirlo                                        |
| 31/08/2001                                                           | Siauliai                                                             | Lituania under 21                                                    | 0 – 3                                                                | Italia under 21                                                      | Qual. Europeo Under-21 2002                                          | Emiliano Bonazzoli 2 Massimo Maccarone                                                     | C.T: C. Gentile Cap: A. Pirlo                                        |
| 05/10/2001                                                           | Mantova                                                              | Italia under 21                                                      | 0 – 2                                                                | Ungheria under 21                                                    | Qual. Europeo Under-21 2002                                          | -                                                                                          | C.T: C. Gentile Cap: N. Corrent                                      |
| 10/11/2001                                                           | Varsavia                                                             | Polonia under 21                                                     | 2 – 5                                                                | Italia under 21                                                      | Qual. Europeo Under-21 2002                                          | 2 Emiliano Bonazzoli Matteo Ferrari Massimo Maccarone Vincenzo Iaquinta                    | C.T: C. Gentile Cap: A. Pirlo                                        |
| 14/11/2001                                                           | Reggio Calabria                                                      | Italia under 21                                                      | 0 – 0                                                                | Polonia under 21                                                     | Qual. Europeo Under-21 2002                                          | -                                                                                          | C.T: C. Gentile Cap: A. Pirlo                                        |
| 12/02/2002                                                           | Messina                                                              | Italia under 21                                                      | 2 – 0                                                                | Stati Uniti olimpica                                                 | Amichevole                                                           | Massimo Maccarone Emiliano Bonazzoli                                                       | C.T: C. Gentile Cap: A. Pirlo                                        |
| 26/03/2002                                                           | Bradford                                                             | Inghilterra under 21                                                 | 1 – 1                                                                | Italia under 21                                                      | Amichevole                                                           | Massimo Maccarone                                                                          | C.T: C. Gentile Cap: A. Pirlo                                        |
| 16/04/2002                                                           | Como                                                                 | Italia under 21                                                      | 2 – 3                                                                | Francia under 21                                                     | Amichevole                                                           | Andrea Pirlo Massimo Maccarone                                                             | C.T: C. Gentile Cap: A. Pirlo                                        |
| 17/05/2002                                                           | Basilea                                                              | Italia under 21                                                      | 1 – 1                                                                | Portogallo under 21                                                  | Europeo Under-21 2002 - 1º Turno                                     | Emiliano Bonazzoli                                                                         | C.T: C. Gentile Cap: A. Pirlo                                        |
| 20/05/2002                                                           | Basilea                                                              | Italia under 21                                                      | 2 – 1                                                                | Inghilterra under 21                                                 | Europeo Under-21 2002 - 1º Turno                                     | 2 Massimo Maccarone                                                                        | C.T: C. Gentile Cap: A. Pirlo                                        |
| 22/05/2002                                                           | Basilea                                                              | Svizzera under 21                                                    | 0 – 0                                                                | Italia under 21                                                      | Europeo Under-21 2002 - 1º Turno                                     | -                                                                                          | C.T: C. Gentile Cap: A. Pirlo                                        |
| 25/05/2002                                                           | Zurigo                                                               | Rep. Ceca under 21                                                   | 3 – 2 gg                                                             | Italia under 21                                                      | Europeo Under-21 2002 - Semifinale                                   | Andrea Pirlo Massimo Maccarone                                                             | C.T: C. Gentile Cap: A. Pirlo                                        |
| 20/08/2002                                                           | Grosseto                                                             | Italia under 21                                                      | 0 – 2                                                                | Germania under 21                                                    | Amichevole                                                           | -                                                                                          | C.T: C. Gentile Cap:                                                 |
| 06/09/2002                                                           | Baku                                                                 | Azerbaigian under 21                                                 | 0 – 3                                                                | Italia under 21                                                      | Qual. Europeo Under-21 2004                                          | Cristian Zaccardo 2 Marco Borriello                                                        | C.T: C. Gentile Cap:                                                 |
| 11/10/2002                                                           | Avellino                                                             | Italia under 21                                                      | 4 – 1                                                                | Serbia e Montenegro under 21                                         | Qual. Europeo Under-21 2004                                          | 2 Giuseppe Sculli Marco Borriello Gaetano D'Agostino                                       | C.T: C. Gentile Cap:                                                 |
| 15/10/2002                                                           | Cardiff                                                              | Galles under 21                                                      | 1 – 2                                                                | Italia under 21                                                      | Qual. Europeo Under-21 2004                                          | Giuseppe Sculli Gaetano D'Agostino                                                         | C.T: C. Gentile Cap:                                                 |
| 19/11/2002                                                           | Giulianova                                                           | Italia under 21                                                      | 0 – 3                                                                | Turchia under 21                                                     | Amichevole                                                           | -                                                                                          | C.T: C. Gentile Cap:                                                 |
| 11/02/2003                                                           | Carrara                                                              | Italia under 21                                                      | 1 – 0                                                                | Inghilterra under 21                                                 | Amichevole                                                           | Marco Borriello                                                                            | C.T: C. Gentile Cap:                                                 |
| 28/03/2003                                                           | Trapani                                                              | Italia under 21                                                      | 1 – 0                                                                | Finlandia under 21                                                   | Qual. Europeo Under-21 2004                                          | Gaetano D'Agostino                                                                         | C.T: C. Gentile Cap:                                                 |
| 29/04/2003                                                           | Neuchâtel                                                            | Svizzera under 21                                                    | 2 – 1                                                                | Italia under 21                                                      | Amichevole                                                           | Matteo Brighi                                                                              | C.T: C. Gentile Cap:                                                 |
| 10/06/2003                                                           | Vantaa                                                               | Finlandia under 21                                                   | 1 – 2                                                                | Italia under 21                                                      | Qual. Europeo Under-21 2004                                          | Andrea Gasbarroni Alberto Gilardino                                                        | C.T: C. Gentile Cap:                                                 |
| 19/08/2003                                                           | Wolfsberg                                                            | Austria under 21                                                     | 0 – 1                                                                | Italia under 21                                                      | Amichevole                                                           | Alberto Gilardino                                                                          | C.T: C. Gentile Cap:                                                 |
| 05/09/2003                                                           | Pavia                                                                | Italia under 21                                                      | 8 – 1                                                                | Galles under 21                                                      | Qual. Europeo Under-21 2004                                          | 4 Alberto Gilardino Matteo Brighi 2 Giuseppe Sculli Marco Borriello                        | C.T: C. Gentile Cap:                                                 |
| 09/09/2003                                                           | Novi Sad                                                             | Serbia e Montenegro under 21                                         | 1 – 0                                                                | Italia under 21                                                      | Qual. Europeo Under-21 2004                                          | -                                                                                          | C.T: C. Gentile Cap:                                                 |
| 10/10/2003                                                           | Catanzaro                                                            | Italia under 21                                                      | 6 – 0                                                                | Azerbaigian under 21                                                 | Qual. Europeo Under-21 2004                                          | Cristian Zaccardo Andrea Gasbarroni 2 Alberto Gilardino Gaetano D'Agostino Marco Borriello | C.T: C. Gentile Cap:                                                 |
| 15/11/2003                                                           | Farum                                                                | Danimarca under 21                                                   | 1 – 1                                                                | Italia under 21                                                      | Qual. Europeo Under-21 2004                                          | autorete                                                                                   | C.T: C. Gentile Cap:                                                 |
| 19/11/2003                                                           | Rieti                                                                | Italia under 21                                                      | 0 – 0                                                                | Danimarca under 21                                                   | Qual. Europeo Under-21 2004                                          | -                                                                                          | C.T: C. Gentile Cap:                                                 |
| 17/02/2004                                                           | Atene                                                                | Grecia under 21                                                      | 1 – 1                                                                | Italia under 21                                                      | Amichevole                                                           | Giuseppe Sculli                                                                            | C.T: C. Gentile Cap:                                                 |
| 30/03/2004                                                           | Melgaço                                                              | Portogallo under 21                                                  | 1 – 3                                                                | Italia under 21                                                      | Amichevole                                                           | Giampiero Pinzi Alberto Gilardino Giorgio Chiellini                                        | C.T: C. Gentile Cap:                                                 |
| 27/04/2004                                                           | Trento                                                               | Italia under 21                                                      | 4 – 0                                                                | Svezia under 21                                                      | Amichevole                                                           | 2 Alberto Gilardino Andrea Caracciolo Giuseppe Sculli                                      | C.T: C. Gentile Cap:                                                 |
| 11/05/2004                                                           | Lanciano                                                             | Italia under 21                                                      | 3 – 1                                                                | Polonia under 21                                                     | Amichevole                                                           | 2 Alessandro Rosina Rolando Bianchi                                                        | C.T: C. Gentile Cap:                                                 |
| 27/05/2004                                                           | Bochum                                                               | Italia under 21                                                      | 1 – 2                                                                | Bielorussia under 21                                                 | Europeo Under-21 2004 - 1º Turno                                     | Alberto Gilardino                                                                          | C.T: C. Gentile Cap:                                                 |
| 29/05/2004                                                           | Bochum                                                               | Italia under 21                                                      | 2 – 1                                                                | Serbia e Montenegro under 21                                         | Europeo Under-21 2004 - 1º Turno                                     | 2 Giuseppe Sculli                                                                          | C.T: C. Gentile Cap:                                                 |
| 01/06/2004                                                           | Bochum                                                               | Italia under 21                                                      | 1 – 0                                                                | Croazia under 21                                                     | Europeo Under-21 2004 - 1º Turno                                     | Simone Del Nero                                                                            | C.T: C. Gentile Cap:                                                 |
| 05/06/2004                                                           | Bochum                                                               | Italia under 21                                                      | 3 – 1                                                                | Portogallo under 21                                                  | Europeo Under-21 2004 - Semifinale                                   | 2 Alberto Gilardino Giampiero Pinzi                                                        | C.T: C. Gentile Cap:                                                 |
| 08/06/2004                                                           | Bochum                                                               | Italia under 21                                                      | 3 – 0                                                                | Serbia e Montenegro under 21                                         | Europeo Under-21 2004 - Finale                                       | Daniele De Rossi Cesare Bovo Alberto Gilardino                                             | C.T: C. Gentile Cap:                                                 |
| 12/08/2004                                                           | Volos                                                                | Ghana olimpica                                                       | 2 – 2                                                                | Italia olimpica                                                      | Olimpiadi 2004 - 1º Turno                                            | Giampiero Pinzi Alberto Gilardino                                                          | C.T: C. Gentile Cap:                                                 |
| 15/08/2004                                                           | Volos                                                                | Italia olimpica                                                      | 3 – 2                                                                | Giappone olimpica                                                    | Olimpiadi 2004 - 1º Turno                                            | Daniele De Rossi 2 Alberto Gilardino                                                       | C.T: C. Gentile Cap:                                                 |
| 18/08/2004                                                           | Atene                                                                | Paraguay olimpica                                                    | 1 – 0                                                                | Italia olimpica                                                      | Olimpiadi 2004 - 1º Turno                                            | -                                                                                          | C.T: C. Gentile Cap:                                                 |
| 21/08/2004                                                           | Atene                                                                | Italia olimpica                                                      | 1 – 0 dts                                                            | Mali olimpica                                                        | Olimpiadi 2004 - Quarti                                              | Cesare Bovo                                                                                | C.T: C. Gentile Cap:                                                 |
| 24/08/2004                                                           | Atene                                                                | Argentina olimpica                                                   | 3 – 0                                                                | Italia olimpica                                                      | Olimpiadi 2004 - Semifinale                                          | -                                                                                          | C.T: C. Gentile Cap:                                                 |
| 27/08/2004                                                           | Salonicco                                                            | Italia olimpica                                                      | 1 – 0                                                                | Iraq olimpica                                                        | Olimpiadi 2004 - Finale 3º-4º posto                                  | Alberto Gilardino                                                                          | C.T: C. Gentile Cap:                                                 |
| 03/09/2004                                                           | Trapani                                                              | Italia under 21                                                      | 2 – 0                                                                | Norvegia under 21                                                    | Qual. Europeo Under-21 2006                                          | Alberto Aquilani Gianpaolo Pazzini                                                         | C.T: C. Gentile Cap:                                                 |
| 07/09/2004                                                           | Chișinău                                                             | Moldavia under 21                                                    | 0 – 1                                                                | Italia under 21                                                      | Qual. Europeo Under-21 2006                                          | Antonio Floro Flores                                                                       | C.T: C. Gentile Cap:                                                 |
| 08/10/2004                                                           | Nova Gorica                                                          | Slovenia under 21                                                    | 0 – 3                                                                | Italia under 21                                                      | Qual. Europeo Under-21 2006                                          | 2 Rolando Bianchi Giorgio Chiellini                                                        | C.T: C. Gentile Cap:                                                 |
| 12/10/2004                                                           | Mantova                                                              | Italia under 21                                                      | 2 – 1                                                                | Bielorussia under 21                                                 | Qual. Europeo Under-21 2006                                          | Rolando Bianchi Alberto Aquilani                                                           | C.T: C. Gentile Cap:                                                 |
| 16/11/2004                                                           | Sofia                                                                | Bulgaria under 21                                                    | 0 – 2                                                                | Italia under 21                                                      | Amichevole                                                           | Simone Pepe Rolando Bianchi                                                                | C.T: C. Gentile Cap:                                                 |
| 08/02/2005                                                           | Olbia                                                                | Italia under 21                                                      | 2 – 1                                                                | Russia under 21                                                      | Amichevole                                                           | Alberto Aquilani Biagio Pagano                                                             | C.T: C. Gentile Cap:                                                 |
| 25/03/2005                                                           | Pavia                                                                | Italia under 21                                                      | 2 – 0                                                                | Scozia under 21                                                      | Qual. Europeo Under-21 2006                                          | Rolando Bianchi Alessandro Rosina                                                          | C.T: C. Gentile Cap:                                                 |
| 03/06/2005                                                           | Drammen                                                              | Norvegia under 21                                                    | 1 – 0                                                                | Italia under 21                                                      | Qual. Europeo Under-21 2006                                          | -                                                                                          | C.T: C. Gentile Cap:                                                 |
| 16/08/2005                                                           | Libourne                                                             | Francia under 21                                                     | 2 – 2                                                                | Italia under 21                                                      | Amichevole                                                           | Felice Piccolo Alessandro Rosina                                                           | C.T: C. Gentile Cap:                                                 |
| 02/09/2005                                                           | Motherwell                                                           | Scozia under 21                                                      | 0 – 3 tav                                                            | Italia under 21                                                      | Qual. Europeo Under-21 2006                                          | Andrea Lazzari Simone Pepe                                                                 | 2-2 sul campo C.T: C. Gentile Cap:                                   |
| 06/09/2005                                                           | Borisov                                                              | Bielorussia under 21                                                 | 1 – 1                                                                | Italia under 21                                                      | Qual. Europeo Under-21 2006                                          | Andrea Lazzari                                                                             | C.T: C. Gentile Cap:                                                 |
| 07/10/2005                                                           | Vicenza                                                              | Italia under 21                                                      | 1 – 0                                                                | Slovenia under 21                                                    | Qual. Europeo Under-21 2006                                          | Raffaele Palladino                                                                         | C.T: C. Gentile Cap:                                                 |
| 11/10/2005                                                           | Rieti                                                                | Italia under 21                                                      | 1 – 0                                                                | Moldavia under 21                                                    | Qual. Europeo Under-21 2006                                          | Raffaele Palladino                                                                         | C.T: C. Gentile Cap:                                                 |
| 11/11/2005                                                           | Budapest                                                             | Ungheria under 21                                                    | 1 – 1                                                                | Italia under 21                                                      | Qual. Europeo Under-21 2006                                          | Marco Donadel                                                                              | C.T: C. Gentile Cap:                                                 |
| 15/11/2005                                                           | Fermo                                                                | Italia under 21                                                      | 1 – 0                                                                | Ungheria under 21                                                    | Qual. Europeo Under-21 2006                                          | Gianpaolo Pazzini                                                                          | C.T: C. Gentile Cap:                                                 |
| 28/02/2006                                                           | Agueda                                                               | Portogallo under 21                                                  | 0 – 1                                                                | Italia under 21                                                      | Amichevole                                                           | Raffaele Palladino                                                                         | C.T: C. Gentile Cap:                                                 |
| 24/05/2006                                                           | Aveiro                                                               | Italia under 21                                                      | 3 – 3                                                                | Danimarca under 21                                                   | Europeo Under-21 2006 - 1º Turno                                     | Alessandro Potenza Raffaele Palladino Rolando Bianchi                                      | C.T: C. Gentile Cap:                                                 |
| 26/05/2006                                                           | Agueda                                                               | Italia under 21                                                      | 1 – 0                                                                | Ucraina under 21                                                     | Europeo Under-21 2006 - 1º Turno                                     | Giorgio Chiellini                                                                          | C.T: C. Gentile Cap:                                                 |
| 29/05/2006                                                           | Aveiro                                                               | Paesi Bassi under 21                                                 | 1 – 0                                                                | Italia under 21                                                      | Europeo Under-21 2006 - 1º Turno                                     | -                                                                                          | C.T: C. Gentile Cap:                                                 |
| 15/08/2006                                                           | Grosseto                                                             | Italia under 21                                                      | 0 – 0                                                                | Croazia under 21                                                     | Amichevole                                                           | -                                                                                          | C.T: P. Casiraghi Cap:                                               |
| 01/09/2006                                                           | Reykjavík                                                            | Islanda under 21                                                     | 0 – 1                                                                | Italia under 21                                                      | Qual. Europeo Under-21 2007                                          | Riccardo Montolivo                                                                         | C.T: P. Casiraghi Cap:                                               |
| 05/09/2006                                                           | Forlì                                                                | Italia under 21                                                      | 1 – 0                                                                | Austria under 21                                                     | Qual. Europeo Under-21 2007                                          | Riccardo Montolivo                                                                         | C.T: P. Casiraghi Cap:                                               |
| 06/10/2006                                                           | Modena                                                               | Italia under 21                                                      | 0 – 0                                                                | Spagna under 21                                                      | Qual. Europeo Under-21 2007                                          | -                                                                                          | C.T: P. Casiraghi Cap:                                               |
| 10/10/2006                                                           | Palencia                                                             | Spagna under 21                                                      | 1 – 2                                                                | Italia under 21                                                      | Qual. Europeo Under-21 2007                                          | Giorgio Chiellini Riccardo Montolivo                                                       | C.T: P. Casiraghi Cap:                                               |
| 14/11/2006                                                           | Frosinone                                                            | Italia under 21                                                      | 0 – 0                                                                | Rep. Ceca under 21                                                   | Amichevole                                                           | -                                                                                          | C.T: P. Casiraghi Cap:                                               |
| 12/12/2006                                                           | Vibo Valentia                                                        | Italia under 21                                                      | 2 – 0                                                                | Lussemburgo under 21                                                 | Amichevole                                                           | Arturo Lupoli Gabriele Paonessa                                                            | C.T: P. Casiraghi Cap:                                               |
| 24/03/2007                                                           | Londra                                                               | Inghilterra under 21                                                 | 3 – 3                                                                | Italia under 21                                                      | Amichevole                                                           | 3 Gianpaolo Pazzini                                                                        | C.T: P. Casiraghi Cap:                                               |
| 01/06/2007                                                           | Pontedera                                                            | Italia under 21                                                      | 4 – 0                                                                | Albania under 21                                                     | Qual. Europeo Under-21 2009                                          | Robert Acquafresca Daniele Dessena Domenico Criscito Arturo Lupoli                         | C.T: P. Casiraghi Cap:                                               |
| 11/06/2007                                                           | Nimega                                                               | Italia under 21                                                      | 0 – 1                                                                | Serbia under 21                                                      | Europeo Under-21 2007 - 1º Turno                                     | -                                                                                          | C.T: P. Casiraghi Cap:                                               |
| 14/06/2007                                                           | Arnhem                                                               | Italia under 21                                                      | 2 – 2                                                                | Inghilterra under 21                                                 | Europeo Under-21 2007 - 1º Turno                                     | Giorgio Chiellini Alberto Aquilani                                                         | C.T: P. Casiraghi Cap:                                               |
| 17/06/2007                                                           | Arnhem                                                               | Italia under 21                                                      | 3 – 1                                                                | Rep. Ceca under 21                                                   | Europeo Under-21 2007 - 1º Turno                                     | Alberto Aquilani Giorgio Chiellini Giuseppe Rossi                                          | C.T: P. Casiraghi Cap:                                               |
| 21/06/2007                                                           | Nimega                                                               | Portogallo under 21                                                  | 0 – 0 (3-4 dtr)                                                      | Italia under 21                                                      | Europeo Under-21 2007 - Spareggio per le Olimpiadi                   | -                                                                                          | C.T: P. Casiraghi Cap:                                               |
| 21/08/2007                                                           | La Spezia                                                            | Italia under 21                                                      | 2 – 1                                                                | Francia under 21                                                     | Amichevole                                                           | Daniele Dessena Giuseppe Rossi                                                             | C.T: P. Casiraghi Cap:                                               |
| 07/09/2007                                                           | Trento                                                               | Italia under 21                                                      | 2 – 1                                                                | Fær Øer under 21                                                     | Qual. Europeo Under-21 2009                                          | Andrea Russotto Luca Cigarini                                                              | C.T: P. Casiraghi Cap:                                               |
| 11/09/2007                                                           | Durazzo                                                              | Albania under 21                                                     | 0 – 1                                                                | Italia under 21                                                      | Qual. Europeo Under-21 2009                                          | Robert Acquafresca                                                                         | C.T: P. Casiraghi Cap:                                               |
| 12/10/2007                                                           | Chieti                                                               | Italia under 21                                                      | 2 – 0                                                                | Croazia under 21                                                     | Qual. Europeo Under-21 2009                                          | 2 Robert Acquafresca                                                                       | C.T: P. Casiraghi Cap:                                               |
| 16/10/2007                                                           | Atene                                                                | Grecia under 21                                                      | 2 – 2                                                                | Italia under 21                                                      | Qual. Europeo Under-21 2009                                          | Giuseppe Rossi Daniele Dessena                                                             | C.T: P. Casiraghi Cap:                                               |
| 16/11/2007                                                           | Fermo                                                                | Italia under 21                                                      | 5 – 0                                                                | Azerbaigian under 21                                                 | Qual. Europeo Under-21 2009                                          | autorete Robert Acquafresca Alessio Cerci Andrea Russotto Daniele Dessena                  | C.T: P. Casiraghi Cap:                                               |
| 21/11/2007                                                           | Tórshavn                                                             | Fær Øer under 21                                                     | 0 – 1                                                                | Italia under 21                                                      | Qual. Europeo Under-21 2009                                          | Fabiano Santacroce                                                                         | C.T: P. Casiraghi Cap:                                               |
| 05/02/2008                                                           | Ferrara                                                              | Italia olimpica                                                      | 2 – 1                                                                | Paesi Bassi under 21                                                 | Amichevole                                                           | Pablo Osvaldo Giuseppe Rossi                                                               | C.T: P. Casiraghi Cap:                                               |
| 25/03/2008                                                           | Baku                                                                 | Azerbaigian under 21                                                 | 0 – 2                                                                | Italia under 21                                                      | Qual. Europeo Under-21 2009                                          | 2 Giuseppe Rossi                                                                           | C.T: P. Casiraghi Cap:                                               |
| 21/05/2008                                                           | Tolone                                                               | Costa d'Avorio olimpica                                              | 0 – 2                                                                | Italia olimpica                                                      | Torneo di Tolone 2008 - 1º Turno                                     | 2 Sebastian Giovinco                                                                       | C.T: P. Casiraghi Cap:                                               |
| 23/05/2008                                                           | La Seyne-sur-Mer                                                     | Italia olimpica                                                      | 2 – 1                                                                | Turchia under 23                                                     | Torneo di Tolone 2008 - 1º Turno                                     | Davide Lanzafame Claudio Marchisio                                                         | C.T: P. Casiraghi Cap:                                               |
| 25/05/2008                                                           | La Valette-du-Var                                                    | Italia olimpica                                                      | 2 – 0                                                                | Stati Uniti olimpica                                                 | Torneo di Tolone 2008 - 1º Turno                                     | Ignazio Abate Daniele Dessena                                                              | C.T: P. Casiraghi Cap:                                               |
| 27/05/2008                                                           | Tolone                                                               | Italia olimpica                                                      | 0 – 0 dts (5-4 dcr)                                                  | Giappone olimpica                                                    | Torneo di Tolone 2008 - Semifinale                                   | -                                                                                          | C.T: P. Casiraghi Cap:                                               |
| 29/05/2008                                                           | Tolone                                                               | Cile under 23                                                        | 0 – 1                                                                | Italia olimpica                                                      | Torneo di Tolone 2008 - Finale                                       | Pablo Osvaldo                                                                              | C.T: P. Casiraghi Cap:                                               |
| 22/07/2008                                                           | Pistoia                                                              | Italia olimpica                                                      | 1 – 1                                                                | Romania under 21                                                     | Amichevole                                                           | Giuseppe Rossi                                                                             | C.T: P. Casiraghi Cap:                                               |
| 07/08/2008                                                           | Qínhuángdǎo                                                          | Honduras olimpica                                                    | 0 – 3                                                                | Italia olimpica                                                      | Olimpiadi 2008 - 1º turno                                            | Sebastian Giovinco Giuseppe Rossi Robert Acquafresca                                       | C.T: P. Casiraghi Cap:                                               |
| 10/08/2008                                                           | Qínhuángdǎo                                                          | Italia olimpica                                                      | 3 – 0                                                                | Corea del Sud olimpica                                               | Olimpiadi 2008 - 1º turno                                            | Giuseppe Rossi Tommaso Rocchi Riccardo Montolivo                                           | C.T: P. Casiraghi Cap:                                               |
| 13/08/2008                                                           | Tientsin                                                             | Camerun olimpica                                                     | 0 – 0                                                                | Italia olimpica                                                      | Olimpiadi 2008 - 1º turno                                            | -                                                                                          | C.T: P. Casiraghi Cap:                                               |
| 16/08/2008                                                           | Pechino                                                              | Italia olimpica                                                      | 2 – 3                                                                | Belgio olimpica                                                      | Olimpiadi 2008 - Quarti                                              | 2 Giuseppe Rossi                                                                           | C.T: P. Casiraghi Cap:                                               |
| 05/09/2008                                                           | Castel di Sangro                                                     | Italia under 21                                                      | 1 – 1                                                                | Grecia under 21                                                      | Qual. Europeo Under-21 2009                                          | Mario Balotelli                                                                            | C.T: P. Casiraghi Cap:                                               |
| 09/09/2008                                                           | Varaždin                                                             | Croazia under 21                                                     | 1 – 1                                                                | Italia under 21                                                      | Qual. Europeo Under-21 2009                                          | Marco Motta                                                                                | C.T: P. Casiraghi Cap:                                               |
| 11/10/2008                                                           | Ancona                                                               | Italia under 21                                                      | 0 – 0                                                                | Israele under 21                                                     | Qual. Europeo Under-21 2009                                          | -                                                                                          | C.T: P. Casiraghi Cap:                                               |
| 15/10/2008                                                           | Tel Aviv                                                             | Israele under 21                                                     | 1 – 3                                                                | Italia under 21                                                      | Qual. Europeo Under-21 2009                                          | 2 Mario Balotelli Ignazio Abate                                                            | C.T: P. Casiraghi Cap:                                               |
| 18/11/2008                                                           | Osnabrück                                                            | Germania under 21                                                    | 1 – 0                                                                | Italia under 21                                                      | Amichevole                                                           | -                                                                                          | C.T: P. Casiraghi Cap:                                               |
| 11/02/2009                                                           | Trieste                                                              | Italia under 21                                                      | 1 – 1                                                                | Svezia under 21                                                      | Amichevole                                                           | Robert Acquafresca                                                                         | C.T: P. Casiraghi Cap:                                               |
| 25/03/2009                                                           | Vienna                                                               | Austria under 21                                                     | 2 – 2                                                                | Italia under 21                                                      | Amichevole                                                           | autorete Alberto Paloschi                                                                  | C.T: P. Casiraghi Cap:                                               |
| 31/03/2009                                                           | Kerkrade                                                             | Paesi Bassi B                                                        | 1 – 1                                                                | Italia under 21                                                      | Amichevole                                                           | Sebastian Giovinco                                                                         | C.T: P. Casiraghi Cap:                                               |
| 09/06/2009                                                           | Farum                                                                | Danimarca under 21                                                   | 0 – 4                                                                | Italia under 21                                                      | Amichevole                                                           | Mario Balotelli Robert Acquafresca Daniele Dessena Andrea Ranocchia                        | C.T: P. Casiraghi Cap:                                               |
| 16/06/2009                                                           | Helsingborg                                                          | Italia under 21                                                      | 0 – 0                                                                | Serbia under 21                                                      | Europeo Under-21 2009 - 1º Turno                                     | -                                                                                          | C.T: P. Casiraghi Cap:                                               |
| 19/06/2009                                                           | Helsingborg                                                          | Svezia under 21                                                      | 1 – 2                                                                | Italia under 21                                                      | Europeo Under-21 2009 - 1º Turno                                     | Mario Balotelli Robert Acquafresca                                                         | C.T: P. Casiraghi Cap:                                               |
| 23/06/2009                                                           | Helsingborg                                                          | Bielorussia under 21                                                 | 1 – 2                                                                | Italia under 21                                                      | Europeo Under-21 2009 - 1º Turno                                     | 2 Robert Acquafresca                                                                       | C.T: P. Casiraghi Cap:                                               |
| 26/06/2009                                                           | Helsingborg                                                          | Italia under 21                                                      | 0 – 1                                                                | Germania under 21                                                    | Europeo Under-21 2009 - Semifinale                                   | -                                                                                          | C.T: P. Casiraghi Cap:                                               |
| 12/08/2009                                                           | San Pietroburgo                                                      | Russia under 21                                                      | 3 – 2                                                                | Italia under 21                                                      | Amichevole                                                           | Alberto Paloschi Andrea Rispoli                                                            | C.T: P. Casiraghi Cap:                                               |
| 04/09/2009                                                           | Swansea                                                              | Galles under 21                                                      | 2 – 1                                                                | Italia under 21                                                      | Qual. Europeo Under-21 2011                                          | Alberto Paloschi                                                                           | C.T: P. Casiraghi Cap:                                               |
| 08/09/2009                                                           | Novara                                                               | Italia under 21                                                      | 2 – 0                                                                | Lussemburgo under 21                                                 | Qual. Europeo Under-21 2011                                          | Andrea Poli Mario Balotelli                                                                | C.T: P. Casiraghi Cap:                                               |
| 13/10/2009                                                           | Mantova                                                              | Italia under 21                                                      | 1 – 1                                                                | Bosnia ed Erzegovina under 21                                        | Qual. Europeo Under-21 2011                                          | Guido Marilungo                                                                            | C.T: P. Casiraghi Cap:                                               |
| 13/11/2009                                                           | Győr                                                                 | Ungheria under 21                                                    | 2 – 0                                                                | Italia under 21                                                      | Qual. Europeo Under-21 2011                                          | -                                                                                          | C.T: P. Casiraghi Cap:                                               |
| 17/11/2009                                                           | Lussemburgo                                                          | Lussemburgo under 21                                                 | 0 – 4                                                                | Italia under 21                                                      | Qual. Europeo Under-21 2011                                          | 2 Antonino Barillà Roberto Soriano Guido Marilungo                                         | C.T: P. Casiraghi Cap:                                               |
| 03/03/2010                                                           | Rieti                                                                | Italia under 21                                                      | 2 – 0                                                                | Ungheria under 21                                                    | Qual. Europeo Under-21 2011                                          | Stefano Okaka Luca Marrone                                                                 | C.T: P. Casiraghi Cap:                                               |
| 11/08/2010                                                           | Viareggio                                                            | Italia under 21                                                      | 2 – 2                                                                | Danimarca under 21                                                   | Amichevole                                                           | Alberto Paloschi Andrea Ranocchia                                                          | C.T: P. Casiraghi Cap:                                               |
| 03/09/2010                                                           | Sarajevo                                                             | Bosnia ed Erzegovina under 21                                        | 0 – 1                                                                | Italia under 21                                                      | Qual. Europeo Under-21 2011                                          | Roberto Soriano                                                                            | C.T: P. Casiraghi Cap:                                               |
| 07/09/2010                                                           | Pescara                                                              | Italia under 21                                                      | 1 – 0                                                                | Galles under 21                                                      | Qual. Europeo Under-21 2011                                          | Mattia Mustacchio                                                                          | C.T: P. Casiraghi Cap:                                               |
| 08/10/2010                                                           | Rieti                                                                | Italia under 21                                                      | 2 – 0                                                                | Bielorussia under 21                                                 | Qual. Europeo Under-21 2011                                          | Mattia Destro Stefano Okaka                                                                | C.T: P. Casiraghi Cap:                                               |
| 12/10/2010                                                           | Borisov                                                              | Bielorussia under 21                                                 | 0 – 3 dts                                                            | Italia under 21                                                      | Qual. Europeo Under-21 2011                                          | -                                                                                          | Cabrini Samuel Stellitano Mattia Destro C.T: P. Casiraghi Cap:       |
| 17/11/2010                                                           | Fermo                                                                | Italia under 21                                                      | 2 – 1                                                                | Turchia under 21                                                     | Amichevole                                                           | 2 Federico Macheda                                                                         | C.T: C. Ferrara Cap:                                                 |
| Totale                                                               |                                                                      | Presenze                                                             | 124                                                                  |                                                                      | Reti                                                                 | 210                                                                                        |                                                                      |

## Partite dal 2011 al 2020
| Cronologia completa degli incontri della nazionale ― Italia under 21 | Cronologia completa degli incontri della nazionale ― Italia under 21 | Cronologia completa degli incontri della nazionale ― Italia under 21 | Cronologia completa degli incontri della nazionale ― Italia under 21 | Cronologia completa degli incontri della nazionale ― Italia under 21 | Cronologia completa degli incontri della nazionale ― Italia under 21 | Cronologia completa degli incontri della nazionale ― Italia under 21                                   | Cronologia completa degli incontri della nazionale ― Italia under 21 |
| Data                                                                 | Città                                                                | In casa                                                              | Risultato                                                            | Ospiti                                                               | Competizione                                                         | Reti                                                                                                   | Note                                                                 |
| -------------------------------------------------------------------- | -------------------------------------------------------------------- | -------------------------------------------------------------------- | -------------------------------------------------------------------- | -------------------------------------------------------------------- | -------------------------------------------------------------------- | --- | -------------------------------------------------------------------- |
| 08/02/2011                                                           | Empoli                                                               | Italia under 21                                                      | 1 – 0                                                                | Inghilterra under 21                                                 | Amichevole                                                           | Federico Macheda                                                                                       | C.T: C. Ferrara Cap: D. Santon                                       |
| 24/03/2011                                                           | Reggio Emilia                                                        | Italia under 21                                                      | 3 – 1                                                                | Svezia under 21                                                      | Amichevole                                                           | Diego Fabbrini Alberto Paloschi Federico Macheda                                                       | C.T: C. Ferrara Cap: A. Paloschi                                     |
| 29/03/2011                                                           | Kassel                                                               | Germania under 21                                                    | 2 – 2                                                                | Italia under 21                                                      | Amichevole                                                           | Manolo Gabbiadini Fabio Borini                                                                         | C.T: C. Ferrara Cap: A. Paloschi                                     |
| 13/04/2011                                                           | Padova                                                               | Italia under 21                                                      | 2 – 0                                                                | Russia under 21                                                      | Amichevole                                                           | Riccardo Saponara Manolo Gabbiadini                                                                    | C.T: C. Ferrara Cap: A. Paloschi                                     |
| 01/06/2011                                                           | Tolone                                                               | Costa d'Avorio under 20                                              | 0 – 2                                                                | Italia under 21                                                      | Torneo di Tolone - 1º Turno                                          | Alberto Paloschi Manolo Gabbiadini                                                                     | C.T: C. Ferrara Cap: D. Santon                                       |
| 03/06/2011                                                           | Saint-Raphaël                                                        | Italia under 21                                                      | 1 – 1                                                                | Portogallo under 20                                                  | Torneo di Tolone - 1º Turno                                          | Manolo Gabbiadini                                                                                      | C.T: C. Ferrara Cap: L. Marrone                                      |
| 05/06/2011                                                           | Le Lavandou                                                          | Colombia under 20                                                    | 1 – 1                                                                | Italia under 21                                                      | Torneo di Tolone - 1º Turno                                          | Alberto Paloschi                                                                                       | C.T: C. Ferrara Cap: D. Santon                                       |
| 08/06/2011                                                           | Tolone                                                               | Francia under 20                                                     | 1 – 0                                                                | Italia under 21                                                      | Torneo di Tolone - Semifinale                                        | - | C.T: C. Ferrara Cap: D. Santon                                       |
| 10/06/2011                                                           | Tolone                                                               | Messico under 20                                                     | 1 – 1 (4-5 dtr)                                                      | Italia under 21                                                      | Torneo di Tolone - Finale 3º-4º posto                                | Mattia Destro                                                                                          | C.T: C. Ferrara Cap: L. Marrone                                      |
| 10/08/2011                                                           | Varese                                                               | Italia under 21                                                      | 1 – 1                                                                | Svizzera under 21                                                    | Amichevole                                                           | Fabio Borini                                                                                           | C.T: C. Ferrara Cap: D. Santon                                       |
| 06/09/2011                                                           | Székesfehérvár                                                       | Ungheria under 21                                                    | 0 – 3                                                                | Italia under 21                                                      | Qual. Europeo Under-21 2013                                          | 2 Manolo Gabbiadini Fabio Borini                                                                       | C.T: C. Ferrara Cap: D. Santon                                       |
| 06/10/2011                                                           | Vaduz                                                                | Liechtenstein under 21                                               | 2 – 7                                                                | Italia under 21                                                      | Qual. Europeo Under-21 2013                                          | Fausto Rossi 3 Manolo Gabbiadini Alessandro Florenzi 2 Lorenzo Insigne                                 | C.T: C. Ferrara Cap: D. Santon                                       |
| 11/10/2011                                                           | Rieti                                                                | Italia under 21                                                      | 2 – 0                                                                | Turchia under 21                                                     | Qual. Europeo Under-21 2013                                          | Riccardo Saponara Mattia Destro                                                                        | C.T: C. Ferrara Cap: D. Santon                                       |
| 10/11/2011                                                           | Istanbul                                                             | Turchia under 21                                                     | 0 – 2                                                                | Italia under 21                                                      | Qual. Europeo Under-21 2013                                          | 2 Mattia Destro                                                                                        | C.T: C. Ferrara Cap: A. Paloschi                                     |
| 15/11/2011                                                           | Casarano                                                             | Italia under 21                                                      | 2 – 0                                                                | Ungheria under 21                                                    | Qual. Europeo Under-21 2013                                          | Manolo Gabbiadini Alberto Paloschi                                                                     | C.T: C. Ferrara Cap: L. Marrone                                      |
| 28/02/2012                                                           | Cannes                                                               | Francia under 21                                                     | 1 – 1                                                                | Italia under 21                                                      | Amichevole                                                           | Alberto Paloschi                                                                                       | C.T: C. Ferrara Cap: D. Santon                                       |
| 25/04/2012                                                           | Edimburgo                                                            | Scozia under 21                                                      | 1 – 4                                                                | Italia under 21                                                      | Amichevole                                                           | Alessandro Florenzi Ciro Immobile Lorenzo Insigne Samuele Longo                                        | C.T: C. Ferrara Cap: L. Caldirola                                    |
| 04/06/2012                                                           | Sligo                                                                | Irlanda under 21                                                     | 2 – 2                                                                | Italia under 21                                                      | Qual. Europeo Under-21 2013                                          | autorete Ciro Immobile                                                                                 | C.T: C. Ferrara Cap: D. Santon                                       |
| 15/08/2012                                                           | Leeuwarden                                                           | Paesi Bassi under 21                                                 | 0 – 3                                                                | Italia under 21                                                      | Amichevole                                                           | Lorenzo Insigne Ciro Immobile Alessandro Florenzi                                                      | C.T: D. Mangia Cap: L. Caldirola                                     |
| 06/09/2012                                                           | Casarano                                                             | Italia under 21                                                      | 7 – 0                                                                | Liechtenstein under 21                                               | Qual. Europeo Under-21 2013                                          | 2 Giuseppe De Luca Ciro Immobile 2 Stephan El Shaarawy Federico Viviani Jacopo Sala                    | C.T: D. Mangia Cap: L. Marrone                                       |
| 10/09/2012                                                           | Casarano                                                             | Italia under 21                                                      | 2 – 4                                                                | Irlanda under 21                                                     | Qual. Europeo Under-21 2013                                          | Luca Caldirola Stephan El Shaarawy                                                                     | C.T: D. Mangia Cap: L. Caldirola                                     |
| 12/10/2012                                                           | Pescara                                                              | Italia under 21                                                      | 1 – 0                                                                | Svezia under 21                                                      | Qual. Europeo Under-21 2013                                          | Ciro Immobile                                                                                          | C.T: D. Mangia Cap: L. Caldirola                                     |
| 16/10/2012                                                           | Kalmar                                                               | Svezia under 21                                                      | 2 – 3                                                                | Italia under 21                                                      | Qual. Europeo Under-21 2013                                          | Lorenzo Insigne Alessandro Florenzi Ciro Immobile                                                      | C.T: D. Mangia Cap: L. Caldirola                                     |
| 13/11/2012                                                           | Siena                                                                | Italia under 21                                                      | 1 – 3                                                                | Spagna under 21                                                      | Amichevole                                                           | Samuele Longo                                                                                          | C.T: D. Mangia Cap: L. Caldirola                                     |
| 06/02/2013                                                           | Andria                                                               | Italia under 21                                                      | 1 – 0                                                                | Germania under 21                                                    | Amichevole                                                           | Fabio Borini                                                                                           | C.T: D. Mangia Cap: L. Caldirola                                     |
| 22/03/2013                                                           | Cittadella                                                           | Italia under 21                                                      | 2 – 0                                                                | Russia under 21                                                      | Amichevole                                                           | Ciro Immobile Lorenzo Insigne                                                                          | C.T: D. Mangia Cap: L. Caldirola                                     |
| 25/03/2013                                                           | Bassano del Grappa                                                   | Italia under 21                                                      | 1 – 0                                                                | Ucraina under 21                                                     | Amichevole                                                           | Ciro Immobile                                                                                          | C.T: D. Mangia Cap: L. Marrone                                       |
| 05/06/2013                                                           | Tel Aviv                                                             | Inghilterra under 21                                                 | 0 – 1                                                                | Italia under 21                                                      | Europeo Under-21 2013 - 1º Turno                                     | Lorenzo Insigne                                                                                        | C.T: D. Mangia Cap: L. Caldirola                                     |
| 08/06/2013                                                           | Tel Aviv                                                             | Italia under 21                                                      | 4 – 0                                                                | Israele under 21                                                     | Europeo Under-21 2013 - 1º Turno                                     | Riccardo Saponara 2 Manolo Gabbiadini Alessandro Florenzi                                              | C.T: D. Mangia Cap: L. Caldirola                                     |
| 11/06/2013                                                           | Tel Aviv                                                             | Norvegia under 21                                                    | 1 – 1                                                                | Italia under 21                                                      | Europeo Under-21 2013 - 1º Turno                                     | Andrea Bertolacci                                                                                      | C.T: D. Mangia Cap: L. Caldirola                                     |
| 15/06/2013                                                           | Petah Tiqwa                                                          | Italia under 21                                                      | 1 – 0                                                                | Paesi Bassi under 21                                                 | Europeo Under-21 2013 - Semifinale                                   | Fabio Borini                                                                                           | C.T: D. Mangia Cap: L. Caldirola                                     |
| 18/06/2013                                                           | Gerusalemme                                                          | Italia under 21                                                      | 2 – 4                                                                | Spagna under 21                                                      | Europeo Under-21 2013 - Finale                                       | Ciro Immobile Fabio Borini                                                                             | C.T: D. Mangia Cap: L. Caldirola                                     |
| 14/08/2013                                                           | Senec                                                                | Slovacchia under 21                                                  | 1 – 4                                                                | Italia under 21                                                      | Amichevole                                                           | 2 Lorenzo Crisetig Andrea Belotti Riccardo Improta                                                     | C.T: L. Di Biagio Cap: M. Bianchetti                                 |
| 05/09/2013                                                           | Rieti                                                                | Italia under 21                                                      | 1 – 3                                                                | Belgio under 21                                                      | Qual. Europeo Under-21 2015                                          | Cristian Battocchio                                                                                    | C.T: L. Di Biagio Cap: M. Bianchetti                                 |
| 09/09/2013                                                           | Nicosia                                                              | Cipro under 21                                                       | 0 – 2                                                                | Italia under 21                                                      | Qual. Europeo Under-21 2015                                          | Francesco Fedato Riccardo Improta                                                                      | C.T: L. Di Biagio Cap: M. Bianchetti                                 |
| 14/10/2013                                                           | Genk                                                                 | Belgio under 21                                                      | 0 – 1                                                                | Italia under 21                                                      | Qual. Europeo Under-21 2015                                          | Cristian Battocchio                                                                                    | C.T: L. Di Biagio Cap: M. Bianchetti                                 |
| 14/11/2013                                                           | Reggio Emilia                                                        | Italia under 21                                                      | 3 – 0                                                                | Irlanda del Nord under 21                                            | Qual. Europeo Under-21 2015                                          | Federico Viviani Antonio Rozzi Andrea Belotti                                                          | C.T: L. Di Biagio Cap: M. Bianchetti                                 |
| 19/11/2013                                                           | Gornji Milanovac                                                     | Serbia under 21                                                      | 1 – 0                                                                | Italia under 21                                                      | Qual. Europeo Under-21 2015                                          | - | C.T: L. Di Biagio Cap: M. Bianchetti                                 |
| 05/03/2014                                                           | Lurgan                                                               | Irlanda del Nord under 21                                            | 0 – 2                                                                | Italia under 21                                                      | Qual. Europeo Under-21 2015                                          | Daniele Rugani Marcello Trotta                                                                         | C.T: L. Di Biagio Cap: F. Viviani                                    |
| 04/06/2014                                                           | Castel di Sangro                                                     | Italia under 21                                                      | 4 – 0                                                                | Montenegro under 21                                                  | Amichevole                                                           | Andrea Belotti Riccardo Improta Cristiano Biraghi Marcello Trotta                                      | C.T: L. Di Biagio Cap: C. Biraghi                                    |
| 13/08/2014                                                           | Ploiești                                                             | Romania under 21                                                     | 2 – 1                                                                | Italia under 21                                                      | Amichevole                                                           | Danilo Cataldi                                                                                         | C.T: L. Di Biagio Cap: M. Bianchetti                                 |
| 05/09/2014                                                           | Pescara                                                              | Italia under 21                                                      | 3 – 2                                                                | Serbia under 21                                                      | Qual. Europeo Under-21 2015                                          | 2 Andrea Belotti Domenico Berardi                                                                      | C.T: L. Di Biagio Cap: D. Zappacosta                                 |
| 09/09/2014                                                           | Castel di Sangro                                                     | Italia under 21                                                      | 7 – 1                                                                | Cipro under 21                                                       | Qual. Europeo Under-21 2015                                          | Federico Bernardeschi autorete Stefano Sturaro Andrea Belotti Jacopo Dezi Samuele Longo Daniele Rugani | C.T: L. Di Biagio Cap: M. Bianchetti                                 |
| 10/10/2014                                                           | Zlaté Moravce                                                        | Slovacchia under 21                                                  | 1 – 1                                                                | Italia under 21                                                      | Qual. Europeo Under-21 2015                                          | Andrea Belotti                                                                                         | C.T: L. Di Biagio Cap: M. Bianchetti                                 |
| 14/10/2014                                                           | Reggio Emilia                                                        | Italia under 21                                                      | 3 – 1                                                                | Slovacchia under 21                                                  | Qual. Europeo Under-21 2015                                          | Federico Bernardeschi Andrea Belotti Samuele Longo                                                     | C.T: L. Di Biagio Cap: M. Bianchetti                                 |
| 17/11/2014                                                           | Matera                                                               | Italia under 21                                                      | 0 – 1                                                                | Danimarca under 21                                                   | Amichevole                                                           | - | C.T: L. Di Biagio Cap: M. Bianchetti                                 |
| 27/03/2015                                                           | Paderborn                                                            | Germania under 21                                                    | 2 – 2                                                                | Italia under 21                                                      | Amichevole                                                           | Marcello Trotta Simone Verdi                                                                           | C.T: L. Di Biagio Cap: M. Bianchetti                                 |
| 30/03/2015                                                           | Benevento                                                            | Italia under 21                                                      | 0 – 1                                                                | Serbia under 21                                                      | Amichevole                                                           | - | C.T: L. Di Biagio Cap: C. Biraghi                                    |
| 18/06/2015                                                           | Olomouc                                                              | Italia under 21                                                      | 1 – 2                                                                | Svezia under 21                                                      | Europeo Under-21 2015 - 1º Turno                                     | Domenico Berardi                                                                                       | C.T: L. Di Biagio Cap: M. Bianchetti                                 |
| 21/06/2015                                                           | Uherské Hradiště                                                     | Italia under 21                                                      | 0 – 0                                                                | Portogallo under 21                                                  | Europeo Under-21 2015 - 1º Turno                                     | - | C.T: L. Di Biagio Cap: F. Bardi                                      |
| 24/06/2015                                                           | Olomouc                                                              | Inghilterra under 21                                                 | 1 – 3                                                                | Italia under 21                                                      | Europeo Under-21 2015 - 1º Turno                                     | Andrea Belotti 2 Marco Benassi                                                                         | C.T: L. Di Biagio Cap: F. Bardi                                      |
| 12/08/2015                                                           | Telki                                                                | Ungheria under 21                                                    | 0 – 0                                                                | Italia under 21                                                      | Amichevole                                                           | - | C.T: L. Di Biagio Cap: M. Benassi                                    |
| 08/09/2015                                                           | Reggio Emilia                                                        | Italia under 21                                                      | 1 – 0                                                                | Slovenia under 21                                                    | Qual. Europeo Under-21 2017                                          | Federico Bernardeschi                                                                                  | C.T: L. Di Biagio Cap: M. Benassi                                    |
| 08/10/2015                                                           | Capodistria                                                          | Slovenia under 21                                                    | 0 – 3                                                                | Italia under 21                                                      | Qual. Europeo Under-21 2017                                          | 2 Gaetano Monachello Marco Benassi                                                                     | C.T: L. Di Biagio Cap: M. Benassi                                    |
| 13/10/2015                                                           | Vicenza                                                              | Italia under 21                                                      | 1 – 0                                                                | Irlanda under 21                                                     | Qual. Europeo Under-21 2017                                          | Vittorio Parigini                                                                                      | C.T: L. Di Biagio Cap: D. Rugani                                     |
| 13/11/2015                                                           | Novi Sad                                                             | Serbia under 21                                                      | 1 – 1                                                                | Italia under 21                                                      | Qual. Europeo Under-21 2017                                          | Danilo Cataldi                                                                                         | C.T: L. Di Biagio Cap: M. Benassi                                    |
| 17/11/2015                                                           | Castel di Sangro                                                     | Italia under 21                                                      | 2 – 0                                                                | Lituania under 21                                                    | Qual. Europeo Under-21 2017                                          | Domenico Berardi Marco Benassi                                                                         | C.T: L. Di Biagio Cap: M. Benassi                                    |
| 24/03/2016                                                           | Waterford                                                            | Irlanda under 21                                                     | 1 – 4                                                                | Italia under 21                                                      | Qual. Europeo Under-21 2017                                          | Marco Benassi Lorenzo Rosseti Alessio Romagnoli autorete                                               | C.T: L. Di Biagio Cap: M. Benassi                                    |
| 29/03/2016                                                           | Andorra la Vella                                                     | Andorra under 21                                                     | 0 – 1                                                                | Italia under 21                                                      | Qual. Europeo Under-21 2017                                          | Alberto Cerri                                                                                          | C.T: L. Di Biagio Cap: M. Benassi                                    |
| 02/06/2016                                                           | Venezia                                                              | Italia under 21                                                      | 0 – 1                                                                | Francia under 21                                                     | Amichevole                                                           | - | C.T: L. Di Biagio Cap: D. Berardi                                    |
| 10/08/2016                                                           | San Benedetto del Tronto                                             | Italia under 21                                                      | 0 – 0                                                                | Albania under 21                                                     | Amichevole                                                           | - | C.T: L. Di Biagio Cap: D. Berardi                                    |
| 02/09/2016                                                           | Vicenza                                                              | Italia under 21                                                      | 1 – 1                                                                | Serbia under 21                                                      | Qual. Europeo Under-21 2017                                          | Alberto Cerri                                                                                          | C.T: L. Di Biagio Cap: M. Benassi                                    |
| 06/09/2016                                                           | La Spezia                                                            | Italia under 21                                                      | 3 – 0                                                                | Andorra under 21                                                     | Qual. Europeo Under-21 2017                                          | 2 Federico Di Francesco Lorenzo Pellegrini                                                             | C.T: L. Di Biagio Cap: M. Benassi                                    |
| 11/10/2016                                                           | Kaunas                                                               | Lituania under 21                                                    | 0 – 0                                                                | Italia under 21                                                      | Qual. Europeo Under-21 2017                                          | - | C.T: L. Di Biagio Cap: M. Benassi                                    |
| 10/11/2016                                                           | Southampton                                                          | Inghilterra under 21                                                 | 3 – 2                                                                | Italia under 21                                                      | Amichevole                                                           | autorete Federico Di Francesco                                                                         | C.T: L. Di Biagio Cap: M. Benassi                                    |
| 14/11/2016                                                           | Bergamo                                                              | Italia under 21                                                      | 0 – 0                                                                | Danimarca under 21                                                   | Amichevole                                                           | - | C.T: L. Di Biagio Cap: M. Benassi                                    |
| 23/03/2017                                                           | Cracovia                                                             | Polonia under 21                                                     | 1 – 2                                                                | Italia under 21                                                      | Amichevole                                                           | Lorenzo Pellegrini Marco Benassi                                                                       | C.T: L. Di Biagio Cap: M. Benassi                                    |
| 27/03/2017                                                           | Roma                                                                 | Italia under 21                                                      | 1 – 2                                                                | Spagna under 21                                                      | Amichevole                                                           | Lorenzo Pellegrini                                                                                     | C.T: L. Di Biagio Cap: M. Benassi                                    |
| 18/06/2017                                                           | Cracovia                                                             | Danimarca under 21                                                   | 0 – 2                                                                | Italia under 21                                                      | Europeo Under-21 2017 - 1º Turno                                     | Lorenzo Pellegrini Andrea Petagna                                                                      | C.T: L. Di Biagio Cap: M. Benassi                                    |
| 21/06/2017                                                           | Tychy                                                                | Rep. Ceca under 21                                                   | 3 – 1                                                                | Italia under 21                                                      | Europeo Under-21 2017 - 1º Turno                                     | Domenico Berardi                                                                                       | C.T: L. Di Biagio Cap: D. Rugani                                     |
| 24/06/2017                                                           | Cracovia                                                             | Italia under 21                                                      | 1 – 0                                                                | Germania under 21                                                    | Europeo Under-21 2017 - 1º Turno                                     | Federico Bernardeschi                                                                                  | C.T: L. Di Biagio Cap: M. Benassi                                    |
| 27/06/2017                                                           | Cracovia                                                             | Italia under 21                                                      | 1 – 3                                                                | Spagna under 21                                                      | Europeo Under-21 2017 - Semifinale                                   | Federico Bernardeschi                                                                                  | C.T: L. Di Biagio Cap: M. Benassi                                    |
| 01/09/2017                                                           | Toledo                                                               | Spagna under 21                                                      | 3 – 0                                                                | Italia under 21                                                      | Amichevole                                                           | - | C.T: L. Di Biagio Cap: R. Mandragora                                 |
| 04/09/2017                                                           | Cittadella                                                           | Italia under 21                                                      | 4 – 1                                                                | Slovenia under 21                                                    | Amichevole                                                           | Patrick Cutrone Andrea Favilli Federico Chiesa Riccardo Orsolini                                       | C.T: L. Di Biagio Cap: R. Mandragora                                 |
| 05/10/2017                                                           | Budapest                                                             | Ungheria under 21                                                    | 2 – 6                                                                | Italia under 21                                                      | Amichevole                                                           | 2 Patrick Cutrone 2 Federico Chiesa Fabio Depaoli Riccardo Orsolini                                    | C.T: L. Di Biagio Cap: F. Romagna                                    |
| 10/10/2017                                                           | Ferrara                                                              | Italia under 21                                                      | 4 – 0                                                                | Marocco under 21                                                     | Amichevole                                                           | Vittorio Parigini Patrick Cutrone Federico Bonazzoli Luca Vido                                         | C.T: L. Di Biagio Cap: D. Calabria                                   |
| 14/11/2017                                                           | Frosinone                                                            | Italia under 21                                                      | 3 – 2                                                                | Russia under 21                                                      | Amichevole                                                           | Daniele Verde Vittorio Parigini Riccardo Orsolini                                                      | C.T: L. Di Biagio Cap: R. Mandragora                                 |
| 22/03/2018                                                           | Perugia                                                              | Italia under 21                                                      | 1 – 1                                                                | Norvegia under 21                                                    | Amichevole                                                           | Luca Vido                                                                                              | C.T: A. Evani Cap: R. Mandragora                                     |
| 27/03/2018                                                           | Novi Sad                                                             | Serbia under 21                                                      | 0 – 1                                                                | Italia under 21                                                      | Amichevole                                                           | Luca Vido                                                                                              | C.T: A. Evani Cap: R. Mandragora                                     |
| 25/05/2018                                                           | Estoril                                                              | Portogallo under 21                                                  | 3 – 2                                                                | Italia under 21                                                      | Amichevole                                                           | Vittorio Parigini Federico Bonazzoli                                                                   | C.T: L. Di Biagio Cap: D. Calabria                                   |
| 29/05/2018                                                           | Besançon                                                             | Francia under 21                                                     | 1 – 1                                                                | Italia under 21                                                      | Amichevole                                                           | Christian Capone                                                                                       | C.T: L. Di Biagio Cap: D. Calabria                                   |
| 06/09/2018                                                           | Dunajská Streda                                                      | Slovacchia under 21                                                  | 3 – 0                                                                | Italia under 21                                                      | Amichevole                                                           | - | C.T: L. Di Biagio Cap: R. Mandragora                                 |
| 11-9-2018                                                            | Cagliari                                                             | Italia under 21                                                      | 3 – 1                                                                | Albania under 21                                                     | Amichevole                                                           | Federico Dimarco Vittorio Parigini Alessandro Murgia                                                   | C.T: L. Di Biagio Cap: R. Mandragora                                 |
| 11-10-2018                                                           | Udine                                                                | Italia under 21                                                      | 0 – 1                                                                | Belgio under 21                                                      | Amichevole                                                           | - | C.T: L. Di Biagio Cap: R. Mandragora                                 |
| 15-10-2018                                                           | Vicenza                                                              | Italia under 21                                                      | 2 – 0                                                                | Tunisia under 21                                                     | Amichevole                                                           | Moise Kean Vittorio Parigini                                                                           | Cap: R. Mandragora                                                   |
| 15-11-2018                                                           | Ferrara                                                              | Italia under 21                                                      | 1 – 2                                                                | Inghilterra under 21                                                 | Amichevole                                                           | Moise Kean                                                                                             | C.T: L. Di Biagio Cap: R. Mandragora                                 |
| 19-11-2018                                                           | Reggio Emilia                                                        | Italia under 21                                                      | 1 – 2                                                                | Germania under 21                                                    | Amichevole                                                           | Vittorio Parigini                                                                                      | C.T: L. Di Biagio Cap: R. Mandragora                                 |
| 21-3-2019                                                            | Trieste                                                              | Italia under 21                                                      | 0 – 0                                                                | Austria under 21                                                     | Amichevole                                                           | - | C.T: L. Di Biagio Cap: R. Mandragora                                 |
| 25-3-2019                                                            | Frosinone                                                            | Italia under 21                                                      | 2 – 2                                                                | Croazia under 21                                                     | Amichevole                                                           | Alessandro Bastoni Manuel Locatelli                                                                    | C.T: L. Di Biagio Cap: R. Mandragora                                 |
| 16-6-2019                                                            | Bologna                                                              | Italia under 21                                                      | 3 – 1                                                                | Spagna under 21                                                      | Europeo Under-21 2019 - 1º Turno                                     | 2 Federico Chiesa Lorenzo Pellegrini                                                                   | C.T: L. Di Biagio Cap: R. Mandragora                                 |
| 19-6-2019                                                            | Bologna                                                              | Italia under 21                                                      | 0 – 1                                                                | Polonia under 21                                                     | Europeo Under-21 2019 - 1º Turno                                     | - | C.T: L. Di Biagio Cap: R. Mandragora                                 |
| 22-6-2019                                                            | Reggio Emilia                                                        | Belgio under 21                                                      | 1 – 3                                                                | Italia under 21                                                      | Europeo Under-21 2019 - 1º Turno                                     | Nicolò Barella Patrick Cutrone Federico Chiesa                                                         | C.T: L. Di Biagio Cap: R. Mandragora                                 |
| 6-9-2019                                                             | Catania                                                              | Italia under 21                                                      | 4 – 0                                                                | Moldavia under 21                                                    | Amichevole                                                           | Gianluca Scamacca 2 Davide Frattesi Marco Tumminello                                                   | C.T: P. Nicolato Cap: A. Pinamonti                                   |
| 10-9-2019                                                            | Castel di Sangro                                                     | Italia under 21                                                      | 5 – 0                                                                | Lussemburgo under 21                                                 | Qual. Europeo Under-21 2021                                          | Manuel Locatelli Moise Kean Riccardo Sottil Marco Tumminello Gianluca Scamacca                         | C.T: P. Nicolato Cap: M. Locatelli                                   |
| 10-10-2019                                                           | Dublino                                                              | Irlanda under 21                                                     | 0 – 0                                                                | Italia under 21                                                      | Qual. Europeo Under-21 2021                                          | - | C.T: P. Nicolato Cap: M. Locatelli                                   |
| 14-10-2019                                                           | Erevan                                                               | Armenia under 21                                                     | 0 – 1                                                                | Italia under 21                                                      | Qual. Europeo Under-21 2021                                          | Gianluca Scamacca                                                                                      | C.T: P. Nicolato Cap: M. Locatelli                                   |
| 16-11-2019                                                           | Ferrara                                                              | Italia under 21                                                      | 3 – 0                                                                | Islanda under 21                                                     | Qual. Europeo Under-21 2021                                          | Riccardo Sottil 2 Patrick Cutrone                                                                      | C.T: P. Nicolato Cap: M. Locatelli                                   |
| 19-11-2019                                                           | Catania                                                              | Italia under 21                                                      | 6 – 0                                                                | Armenia under 21                                                     | Qual. Europeo Under-21 2021                                          | 2 Moise Kean Andrea Pinamonti Niccolò Zanellato Gianluca Scamacca Enrico Delprato                      | C.T: P. Nicolato Cap: M. Locatelli                                   |
| 3-9-2020                                                             | Lignano Sabbiadoro                                                   | Italia under 21                                                      | 2 – 1                                                                | Slovenia under 21                                                    | Amichevole                                                           | Andrea Colpani Filippo Melegoni                                                                        | C.T: P. Nicolato Cap: F. Melegoni                                    |
| 8-9-2020                                                             | Kalmar                                                               | Svezia under 21                                                      | 3 – 0                                                                | Italia under 21                                                      | Qual. Europeo Under-21 2021                                          | - | C.T: P. Nicolato Cap: P. Cutrone                                     |
| 13-10-2020                                                           | Pisa                                                                 | Italia under 21                                                      | 2 – 0                                                                | Irlanda under 21                                                     | Qual. Europeo Under-21 2021                                          | Riccardo Sottil Patrick Cutrone                                                                        | C.T: A. Bollini Cap: P. Cutrone                                      |
| 12-11-2020                                                           | Reykjavik                                                            | Islanda under 21                                                     | 1 – 2                                                                | Italia under 21                                                      | Qual. Europeo Under-21 2021                                          | 2 Tommaso Pobega                                                                                       | C.T: P. Nicolato Cap: M. Gabbia                                      |
| 15-11-2020                                                           | Differdange                                                          | Lussemburgo under 21                                                 | 0 – 4                                                                | Italia under 21                                                      | Qual. Europeo Under-21 2021                                          | 2 Gianluca Scamacca Andrea Pinamonti Riccardo Marchizza                                                | C.T: P. Nicolato Cap: M. Gabbia                                      |
| 18-11-2020                                                           | Pisa                                                                 | Italia under 21                                                      | 4 – 1                                                                | Svezia under 21                                                      | Qual. Europeo Under-21 2021                                          | Youssef Maleh 2 Giacomo Raspadori Gianluca Scamacca                                                    | C.T: P. Nicolato Cap: F. Melegoni                                    |
| Totale                                                               |                                                                      | Presenze                                                             | 104                                                                  |                                                                      | Reti                                                                 | 202 |                                                                      |

## Partite dal 2021 a oggi
| Cronologia completa degli incontri della nazionale ― Italia under 21 | Cronologia completa degli incontri della nazionale ― Italia under 21 | Cronologia completa degli incontri della nazionale ― Italia under 21 | Cronologia completa degli incontri della nazionale ― Italia under 21 | Cronologia completa degli incontri della nazionale ― Italia under 21 | Cronologia completa degli incontri della nazionale ― Italia under 21 | Cronologia completa degli incontri della nazionale ― Italia under 21                       | Cronologia completa degli incontri della nazionale ― Italia under 21 |
| Data                                                                 | Città                                                                | In casa                                                              | Risultato                                                            | Ospiti                                                               | Competizione                                                         | Reti                                                                                       | Note                                                                 |
| -------------------------------------------------------------------- | -------------------------------------------------------------------- | -------------------------------------------------------------------- | -------------------------------------------------------------------- | -------------------------------------------------------------------- | -------------------------------------------------------------------- | ------------------------------------------------------------------------------------------ | -------------------------------------------------------------------- |
| 24-3-2021                                                            | Celje                                                                | Rep. Ceca under 21                                                   | 1 – 1                                                                | Italia under 21                                                      | Europeo Under-21 2021 - 1º Turno                                     | Gianluca Scamacca                                                                          | C.T: P. Nicolato Cap: P. Cutrone                                     |
| 27-3-2021                                                            | Celje                                                                | Spagna under 21                                                      | 0 – 0                                                                | Italia under 21                                                      | Europeo Under-21 2021 - 1º Turno                                     | -                                                                                          | C.T: P. Nicolato Cap: P. Cutrone                                     |
| 30-3-2021                                                            | Maribor                                                              | Italia under 21                                                      | 4 – 0                                                                | Slovenia under 21                                                    | Europeo Under-21 2021 - 1º Turno                                     | Giulio Maggiore Giacomo Raspadori 2 Patrick Cutrone                                        | C.T: P. Nicolato Cap: P. Cutrone                                     |
| 31-5-2021                                                            | Lubiana                                                              | Portogallo under 21                                                  | 5 – 3 dts                                                            | Italia under 21                                                      | Europeo Under-21 2021 - Quarti di Finale                             | Tommaso Pobega Gianluca Scamacca Patrick Cutrone                                           | C.T: P. Nicolato Cap: E. Delprato                                    |
| 3-9-2021                                                             | Empoli                                                               | Italia under 21                                                      | 3 – 0                                                                | Lussemburgo under 21                                                 | Qual. Europeo Under-21 2023                                          | Lorenzo Pirola autorete Matteo Cancellieri                                                 | C.T: P. Nicolato Cap: S. Tonali                                      |
| 7-9-2021                                                             | Vicenza                                                              | Italia under 21                                                      | 1 – 0                                                                | Montenegro under 21                                                  | Qual. Europeo Under-21 2023                                          | Lorenzo Colombo                                                                            | C.T: P. Nicolato Cap: S. Tonali                                      |
| 8-10-2021                                                            | Zenica                                                               | Bosnia ed Erzegovina under 21                                        | 1 – 2                                                                | Italia under 21                                                      | Qual. Europeo Under-21 2023                                          | Caleb Okoli Emanuel Vignato                                                                | C.T: P. Nicolato Cap: S. Tonali                                      |
| 12-10-2021                                                           | Monza                                                                | Italia under 21                                                      | 1 – 1                                                                | Svezia under 21                                                      | Qual. Europeo Under-21 2023                                          | Lorenzo Lucca                                                                              | C.T: P. Nicolato Cap: S. Tonali                                      |
| 12-11-2021                                                           | Dublino                                                              | Irlanda under 21                                                     | 0 – 2                                                                | Italia under 21                                                      | Qual. Europeo Under-21 2023                                          | Lorenzo Lucca Matteo Cancellieri                                                           | C.T: P. Nicolato Cap: M. Carnesecchi                                 |
| 16-11-2021                                                           | Frosinone                                                            | Italia under 21                                                      | 4 – 2                                                                | Romania under 21                                                     | Amichevole                                                           | Samuele Mulattieri 3 Simone Canestrelli                                                    | C.T: P. Nicolato Cap: Sa. Esposito                                   |
| 25-3-2022                                                            | Podgorica                                                            | Montenegro under 21                                                  | 1 – 1                                                                | Italia under 21                                                      | Qual. Europeo Under-21 2023                                          | Samuele Ricci                                                                              | C.T: P. Nicolato Cap: M. Carnesecchi                                 |
| 29-3-2022                                                            | Trieste                                                              | Italia under 21                                                      | 1 – 0                                                                | Bosnia ed Erzegovina under 21                                        | Qual. Europeo Under-21 2023                                          | Nicolò Rovella                                                                             | C.T: P. Nicolato Cap: M. Carnesecchi                                 |
| 6-6-2022                                                             | Differdange                                                          | Lussemburgo under 21                                                 | 0 – 3                                                                | Italia under 21                                                      | Qual. Europeo Under-21 2023                                          | Pietro Pellegri Gianluca Gaetano Emanuel Vignato                                           | C.T: P. Nicolato Cap: M. Carnesecchi                                 |
| 9-6-2022                                                             | Helsingborg                                                          | Svezia under 21                                                      | 1 – 1                                                                | Italia under 21                                                      | Qual. Europeo Under-21 2023                                          | Nicolò Rovella                                                                             | C.T: P. Nicolato Cap: S. Ricci                                       |
| 14-6-2022                                                            | Ascoli Piceno                                                        | Italia under 21                                                      | 4 – 1                                                                | Irlanda under 21                                                     | Qual. Europeo Under-21 2023                                          | Nicolò Rovella Pietro Pellegri Nicolò Cambiaghi Giacomo Quagliata                          | C.T: P. Nicolato Cap: S. Ricci                                       |
| 22-9-2022                                                            | Pescara                                                              | Italia under 21                                                      | 0 – 2                                                                | Inghilterra under 21                                                 | Amichevole                                                           | -                                                                                          | C.T: P. Nicolato Cap: N. Rovella                                     |
| 26-9-2022                                                            | Castel di Sangro                                                     | Italia under 21                                                      | 1 – 1                                                                | Giappone under 21                                                    | Amichevole                                                           | Lorenzo Colombo                                                                            | C.T: P. Nicolato Cap: N. Rovella                                     |
| 19-11-2022                                                           | Ancona                                                               | Italia under 21                                                      | 2 – 4                                                                | Germania under 21                                                    | Amichevole                                                           | 2 Matteo Cancellieri                                                                       | C.T: P. Nicolato Cap: M. Carnesecchi                                 |
| 24-3-2023                                                            | Bačka Topola                                                         | Serbia under 21                                                      | 0 – 2                                                                | Italia under 21                                                      | Amichevole                                                           | 2 Samuele Mulattieri                                                                       | C.T: P. Nicolato Cap: Sa. Esposito                                   |
| 27-3-2023                                                            | Reggio Calabria                                                      | Italia under 21                                                      | 3 – 1                                                                | Ucraina under 21                                                     | Amichevole                                                           | Matteo Lovato 2 Lorenzo Colombo                                                            | C.T: P. Nicolato Cap: S. Ricci                                       |
| 22-6-2023                                                            | Cluj-Napoca                                                          | Italia under 21                                                      | 1 – 2                                                                | Francia under 21                                                     | Europeo Under-21 2023 - 1º Turno                                     | Pietro Pellegri                                                                            | C.T: P. Nicolato Cap: S. Tonali                                      |
| 22-6-2023                                                            | Cluj-Napoca                                                          | Svizzera under 21                                                    | 2 – 3                                                                | Italia under 21                                                      | Europeo Under-21 2023 - 1º Turno                                     | Fabiano Parisi Lorenzo Pirola Wilfried Gnonto                                              | C.T: P. Nicolato Cap: S. Tonali                                      |
| 22-6-2023                                                            | Cluj-Napoca                                                          | Italia under 21                                                      | 0 – 1                                                                | Norvegia under 21                                                    | Europeo Under-21 2023 - 1º Turno                                     | -                                                                                          | C.T: P. Nicolato Cap: S. Tonali                                      |
| 8-9-2023                                                             | Riga                                                                 | Lettonia under 21                                                    | 0 – 0                                                                | Italia under 21                                                      | Qual. Europeo Under-21 2025                                          | -                                                                                          | C.T: C. Nunziata Cap: L. Pirola                                      |
| 12-9-2023                                                            | Kocaeli                                                              | Turchia under 21                                                     | 0 – 2                                                                | Italia under 21                                                      | Qual. Europeo Under-21 2025                                          | Marco Nasti Fabio Miretti                                                                  | C.T: C. Nunziata Cap: L. Pirola                                      |
| 17-10-2023                                                           | Bolzano                                                              | Italia under 21                                                      | 2 – 0                                                                | Norvegia under 21                                                    | Qual. Europeo Under-21 2025                                          | Marco Nasti Tommaso Baldanzi Francesco Pio Esposito                                        | C.T: C. Nunziata Cap: L. Pirola                                      |
| 17-10-2023                                                           | Serravalle                                                           | San Marino under 21                                                  | 0 – 7                                                                | Italia under 21                                                      | Qual. Europeo Under-21 2025                                          | Lorenzo Pirola Giovanni Fabbian Francesco Pio Esposito Alessandro Bianco 2 Wilfried Gnonto | C.T: C. Nunziata Cap: L. Pirola                                      |
| 17-10-2023                                                           | Bolzano                                                              | Italia under 21                                                      | 2 – 0                                                                | Norvegia under 21                                                    | Qual. Europeo Under-21 2025                                          | Marco Nasti Tommaso Baldanzi Francesco Pio Esposito                                        | C.T: C. Nunziata Cap: L. Pirola                                      |
| 21-11-2023                                                           | Cork                                                                 | Irlanda under 21                                                     | 2 – 2                                                                | Italia under 21                                                      | Qual. Europeo Under-21 2025                                          | 2 Wilfried Gnonto                                                                          | C.T: C. Nunziata Cap: L. Pirola                                      |
| 22-3-2024                                                            | Cesena                                                               | Italia under 21                                                      | 2 – 0                                                                | Lettonia under 21                                                    | Qual. Europeo Under-21 2025                                          | Cesare Casadei Giovanni Fabbian                                                            | C.T: C. Nunziata Cap: W. Gnonto                                      |
| 26-3-2024                                                            | Ferrara                                                              | Italia under 21                                                      | 1 – 1                                                                | Turchia under 21                                                     | Qual. Europeo Under-21 2025                                          | Daniele Ghilardi                                                                           | C.T: C. Nunziata Cap: L. Pirola                                      |
| 4-6-2024                                                             | Vitrolles                                                            | Italia under 21                                                      | 1 – 1                                                                | Turchia under 21                                                     | Torneo di Maurice Revello 2024 - 1º Turno                            | 2 Antonio Raimondo Giovanni Fabbian Seydou Fini                                            | C.T: C. Nunziata Cap: G. Fabbian                                     |
| 6-6-2024                                                             | Aubagne                                                              | Ucraina under 21                                                     | 4 – 0                                                                | Italia under 21                                                      | Torneo di Maurice Revello 2024 - 1º Turno                            | -                                                                                          | C.T: C. Nunziata Cap: G. Fabbian                                     |
| 10-6-2024                                                            | Aubagne                                                              | Italia under 21                                                      | 2 – 2 (6-3 dtr)                                                      | Panama under 21                                                      | Torneo di Maurice Revello 2024 - 1º Turno                            | 2 Cher Ndour                                                                               | C.T: C. Nunziata Cap: Se. Esposito                                   |
| 12-6-2024                                                            | Salon-de-Provence                                                    | Italia under 21                                                      | 1 – 0                                                                | Indonesia under 21                                                   | Torneo di Maurice Revello 2024 - 1º Turno                            | Antonio Raimondo                                                                           | C.T: C. Nunziata Cap: Mattia Zanotti                                 |
| 16-6-2024                                                            | Salon-de-Provence                                                    | Italia under 21                                                      | 1 – 0                                                                | Francia under 21                                                     | Torneo di Maurice Revello 2024 - 3-4 Posto                           | Leonardo Cerri                                                                             | C.T: C. Nunziata Cap: Daniele Ghilardi                               |
| 5-9-2024                                                             | Latina                                                               | Italia under 21                                                      | 7 – 0                                                                | San Marino under 21                                                  | Qual. Europeo Under-21 2025                                          | Edoardo Bove 4 Francesco Pio Esposito Antonio Raimondo                                     | C.T: C. Nunziata Cap: W. Gnonto                                      |
| 10-9-2024                                                            | Stavanger                                                            | Norvegia under 21                                                    | 0 – 3                                                                | Italia under 21                                                      | Qual. Europeo Under-21 2025                                          | 3 Tommaso Baldanzi                                                                         | C.T: C. Nunziata Cap: L. Pirola                                      |
| 15-10-2024                                                           | Trieste                                                              | Italia under 21                                                      | 1 – 1                                                                | Irlanda under 21                                                     | Qual. Europeo Under-21 2025                                          | Cesare Casadei                                                                             | C.T: C. Nunziata Cap: W. Gnonto                                      |
| 15-11-2024                                                           | Empoli                                                               | Italia under 21                                                      | 2 – 2                                                                | Francia under 21                                                     | Amichevole                                                           | Cesare Casadei Giuseppe Ambrosino                                                          | C.T: C. Nunziata Cap: L. Pirola                                      |
| 19-11-2024                                                           | La Spezia                                                            | Italia under 21                                                      | 2 – 2                                                                | Ucraina under 21                                                     | Amichevole                                                           | Giovanni Fabbian Francesco Pio Esposito                                                    | C.T: C. Nunziata Cap: M. Prati                                       |
| Totale                                                               |                                                                      | Presenze                                                             | 41                                                                   |                                                                      | Reti                                                                 | 83                                                                                         |                                                                      |